# بوندس‌لیگا ۲۰–۲۰۱۹
بوندس‌لیگا ۲۰–۲۰۱۹، ۵۷مین دوره از رقابت‌های بوندس‌لیگا، برترین سطح از مسابقات فوتبال در کشور آلمان بود.
این رقابت‌ها از ۱۶ اوت ۲۰۱۹ آغاز و در ۲۷ ژوئن ۲۰۲۰ پایان یافت. باشگاه فوتبال بایرن مونیخ مدافع عنوان قهرمانی توانست برای هشتمین بار پیاپی قهرمان لیگ شود و در مجموع ۳۰امین عنوان قهرمانی خود در فوتبال آلمان (۲۹امین در تاریخ بوندسلیگا) را به دست آورد.
تعداد نیمکت‌نشینان برای این فصل (۲۰–۲۰۱۹) از ۷ نفر به ۹ نفر افزایش یافت.
در ۱۳ مارس ۲۰۲۰، لیگ فوتبال آلمان (DFL) به دلیل همه‌گیری ویروس کرونا، بوندسلیگا و بوندس‌لیگا ۲ را به حال تعلیق درآورد. پس از مشورت با دولت آلمان، لیگ پشت درهای بسته و بدون حضور تماشاگران در ۱۶ مه ۲۰۲۰ از سر گرفته شد. به دنبال تعویق ایجاد شده در لیگ، آخرین بازی این فصل در ۲۷ ژوئن انجام شد که پس از فصل ۷۲–۱۹۷۱ که یک روز پس از این تاریخ به اتمام رسید دیرترین زمانی بود که یک فصل از بوندسلیگا به پایان می‌رسید.

## تأثیرات شیوع کروناویروس بر رقابت‌های این فصل
با توجه به دنیاگیری کووید-۱۹ در آلمان، در ۸ مارس ۲۰۲۰ ینس اشپان؛ وزیر بهداشت آلمان، توصیه کرد تا تمامی رویدادهایی که تجمع بیش از ۱۰۰۰ نفر را در پی دارد لغو شود. روز بعد، DFL (لیگ فوتبال آلمان) اعلام کرد که این فصل از بوندسلیگا را به پایان می‌رساند تا برنامه‌ریزی‌های صورت گرفته برای فصل آینده حفظ شود و هرگونه تعویق در روزهای مسابقه یکپارچه خواهد بود. در تاریخ ۱۰ مارس، اعلام شد که بازی برگشت بروسیا مونشن‌گلادباخ و کلن در تاریخ ۱۱ مارس پشت درهای بسته و بدون حضور تماشاگران برگزار می‌شود، که در تاریخ لیگ سابقه نداشته بود. به دلیل محدودیت‌های تجمع در مکان‌های عمومی، قرار بود تا همه مسابقات از هفته ۲۶ام (۱۶ تا ۱۳ مارس) بدون تماشاگر برگزار شود، اما به دلیل مسائل ایمنی این هفته از مسابقات در ۱۳ مارس به تعویق افتاد. در ۱۶ مارس، مجمع عمومی DFL، لیگ را حداقل تا ۲ آوریل به حال تعلیق درآورد و جلسه دیگری را برای هفته آخر مارس تعیین کرد تا چگونگی ادامه یافتن رقابت‌های این فصل را بررسی کند. مجمع عمومی DFL، در جلسه خود در تاریخ ۳۱ مارس، تصمیم گرفت که تعلیق لیگ را به توصیه کمیته اجرایی حداقل تا ۳۰ آوریل تمدید کند. در این جلسه، DFL، یک گروه پزشکی ورزشی و گروهی ویژه برای برگزاری مسابقات را ایجاد کرد تا روشی ایمن برای از سرگیری بازی‌های لیگ را بررسی کنند.
در ۱۳ مارس ۲۰۲۰، لوکا کیلیان از پادربورن اولین بازیکن شاغل در بوندسلیگا بود که آزمایش کروناویروس او مثبت شد. تا ۲۱ مارس ۲۰۲۰، چندین باشگاه از جمله آینتراخت فرانکفورت و هرتابرلین پس از مثبت‌شدن آزمایش چندین بازیکن و کارکنانشان تحت قرنطینه قرار گرفتند و انجام تمرینات برای بسیاری دیگر از تیم‌ها با توجه به محدودیت‌های قانونی رفت و آمد و بسته‌شدن امکانات غیرممکن شد. DFL روش‌های احتمالی را مورد بررسی قرار داد تا بتواند این فصل از لیگ را به‌طور منظم به پایان برساند. با این حال، چندین ویروس‌شناس تردیدهایی را مطرح و اظهار کردند که انجام هرگونه مسابقه فوتبال حرفه‌ای در آلمان، از جمله برگزاری آنها بدون حضور تماشاگران، حداقل برای ۱۲ ماه آینده غیرمعقول است. الکساندر ککوله، ویروس‌شناس آلمانی، در گزارش خود برای جلسه ۳۱ مارس DFL، لغو سایر بازی‌های فصل جاری را توصیه کرد. در ۴ آوریل ۲۰۲۰، وی تصریح کرد که برگزاری مسابقات پشت درهای بسته و بدون حضور تماشاگران در اصل امکان‌پذیر است، اما به اقدامات گسترده‌ای نیاز دارد، از جمله انجام حدود ۲۰٬۰۰۰ تست کووید-۱۹ برای بازیکنان و کارکنان، آزمایش بر روی تک تک بازیکنان قبل از شروع هر بازی و یک قرنطینه گسترده برای همه افراد درگیر در این رقابت‌ها. اگرچه ککوله تردید داشت که این اقدامات زمانی که تجهیزات آزمایشی برای عموم مردم کافی نبود توجیهی داشته باشد.
در تاریخ ۳ آوریل ۲۰۲۰، DFL گزارش داد که وضعیت مالی اکثر تیم‌ها وخیم‌تر از حد تصور است. از ۳۶ باشگاه فوتبال حرفه‌ای در بوندسلیگا و بوندسلیگا ۲، ۱۳ باشگاه از جمله چهار تیم از بوندسلیگا، باید تا ماه مه یا ژوئن اعلام ورشکستگی کنند، مگر اینکه بازی‌های لیگ در آن زمان از سر گرفته شود. از میان آن باشگاه‌ها، دوازده مورد قبلاً از درآمدهای کسب‌شده (که تداوم آن به ادامه پیداکردن فصل بستگی داشت) برای پرداخت بدهی‌های مارس خود به طلبکاران استفاده کرده بودند. در جلسه ۳۱ مارس، DFL تصمیم گرفت باشگاه‌هایی که در این فصل دچار اعسار می‌شوند، متحمل کاهش امتیازات معمول نخواهند شد و باشگاه‌هایی که در فصل بعد به مرحله ورشکستگی می‌رسند، فقط سه امتیاز را به جای ۹ امتیاز معمول از دست می‌دهند.
تا ۲۳ آوریل ۲۰۲۰، DFL تاریخ ۹ مه را به عنوان تاریخ شروع مجدد بوندس‌لیگا هدف قرار داده بود. با این حال، این هدف با شکست روبرو شد چراکه باشگاه کلن در اول ماه مه اعلام کرد که آزمایش سه نفر از اعضای این باشگاه بدون هیچ‌گونه علائمی مثبت شده‌است. این آزمایش‌ها به عنوان بخشی از ۱٬۷۲۴ تست انجام شده بر روی پرسنل ۳۶ باشگاه بوندسلیگا و بوندسلیگا ۲ بود که با هماهنگی وزارت کار و امور اجتماعی انجام شد، و علاوه بر نتایج باشگاه کلن، هفت نتیجه مثبت دیگر نیز داشت. پس از رایزنی با دولت آلمان، آنگلا مرکل، صدراعظم و رهبران ایالت‌های آلمان، مصوب شد تا رقابت‌های لیگ‌ها در نیمه دوم ماه مه، پشت درهای بسته و بدون حضور تماشاگران از سرگرفته شود. روز بعد، DFL تأیید کرد که بوندسلیگا در روز یکشنبه، ۱۶ مه، با برگزاری بازی‌های هفته ۲۶ام از سر گرفته می‌شود. آخرین روز از مسابقات این فصل (هفته ۳۴)، که در ابتدا برای ۱۶ مه برنامه‌ریزی شده‌بود، در ۲۷ ژوئن برگزار شد، که بعد از فصل ۷۲–۱۹۷۱ که یک روز پس از این تاریخ و در ۲۸ ژوئن (بعلت یورو ۱۹۷۲) به اتمام رسید دیرترین زمانی بود که یک فصل از بوندسلیگا به پایان می‌رسید. طبق مقررات درنظر گرفته‌شده، باشگاه‌های بوندسلیگا و بوندسلیگا ۲ پس از شروع مجدد لیگ، حتی در صورت مثبت‌بودن آزمایش برخی از بازیکنان، باید در همه مسابقات شرکت کنند، با این شرط که بازیکنان سالم کافی برای شروع بازی را داشته باشند. در ۱۴ مه، پس از جلسه‌ای که همه باشگاه‌های لیگ‌ها داشتند، انجام پنج تعویض در هر بازی مجاز شمرده شد، که به دنبال طرح پیشنهادی فیفا برای کاهش تأثیر فشردگی بازی‌ها بر بازیکنان، موقتاً توسط هیئت بین‌المللی فوتبال بلامانع دانسته شد. شبکه اسکای اسپورت اعلام کرد که به‌منظور جلوگیری از تجمع طرفدارانی که به تلویزیون پولی دسترسی ندارند، پس از شروع مجدد بوندسلیگا و بوندسلیگا ۲، دو هفته نخست این از رقابت‌ها به‌طور همزمان از تلویزیون آزاد در آلمان نمایش داده می‌شود. بازی‌های رفت و برگشت از مرحله پلی‌آف بین وردربرمن، تیم رده شانزدهم جدول بوندسلیگا ۲۰–۲۰۱۹ و هایدنهایم، تیم رده سوم بوندسلیگا ۲ ۲۰–۲۰۱۹ به ترتیب در ۲ و ۶ ژوئیه انجام شد.
| هفته                                 | تاریخ اصلی                           | تاریخ اصلاح‌شده        |
| ------------------------------------ | ------------------------------------ | --------------------- |
| ۲۶                                   | ۱۶–۱۳ مارس                           | ۱۸–۱۶ مه              |
| ۲۷                                   | ۲۲–۲۰ مارس                           | ۲۴–۲۲ مه              |
| ۲۸                                   | ۵–۳ آوریل                            | ۲۷–۲۶ مه (وسط هفته)   |
| ۲۹                                   | ۱۳–۱۱ آوریل                          | ۲۹ مه – ۱ ژوئن        |
| ۲۴ (بازی معوقه وردربرمن v فرانکفورت) | ۲۴ (بازی معوقه وردربرمن v فرانکفورت) | ۳ ژوئن                |
| ۳۰                                   | ۲۰–۱۷ آوریل                          | ۷–۵ ژوئن              |
| ۳۱                                   | ۲۷–۲۴ آوریل                          | ۱۴–۱۲ ژوئن            |
| ۳۲                                   | ۴–۲ مه                               | ۱۷–۱۶ ژوئن (وسط هفته) |
| ۳۳                                   | ۹ مه                                 | ۲۰ ژوئن               |
| ۳۴                                   | ۱۶ مه                                | ۲۷ ژوئن               |
| بازی‌های پلی‌آف                        |                                      |                       |
| بازی رفت                             | ۲۰/۲۱ مه                             | ۲ ژوئیه               |
| بازی برگشت                           | ۲۵/۲۷ مه                             | ۶ ژوئیه               |

## خلاصه فصل
رقابت برای قهرمانی و کسب سهمیه‌های اروپایی

مدافع عنوان قهرمانی بایرن مونیخ با وجود شکست در سوپرجام ۲۰۱۹ مقابل دورتموند، نایب قهرمان فصل گذشته، فصل را به خوبی آغاز کرد و در هفته سوم از مسابقات لیگ توانست ماینتس را با نتیجه ۶–۱ شکست دهد. در فصل نقل و انتقالات، با دو بازیکن فرانسوی لوكا ارناندز و بنژامن پاوار به‌منظور تقویت خط دفاعی قرارداد بست و مهره تهاجمی بارسلونا، فیلیپ كوتینیو را به صورت قرضی به خدمت گرفت. نخستین بار و در هفته ششم، بایرن توانست صدر جدول را از آن خود کند، اما پس از آن بلافاصله به مونشن گلادباخ باخت. شکست مقابل هوفنهایم، مونشن گلادباخ، لورکوزن و فرانکفورت، موجب شد تا آنها پس از ۱۴ هفته حتی به رده هفتم جدول نیز سقوط کنند. شکست ۱–۵ برابر اینتراخت سبب شد تا مدیران باشگاه در ابتدای نوامبر ۲۰۱۹ تصمیم به اخراج سرمربی کروات خود نیکو کواچ بگیرند. در این مرحله هیچ تیم دیگری مربی خود را اخراج نکرده‌بود. تیم تحت نظر هانس فلیک، قدرت و حاکمیت همیشگی خود را پیدا کرد و پیروزی‌های بسیاری را به ارمغان آورد. بایرن در پایان هفته ۲۰ام و با کنار زدن لایپزیگ، صدر جدول را به سلطه خود درآورد و با حفظ صدرنشینی تا پایان هفته ۳۲ام، هشتمین قهرمانی پیاپی خود را جشن گرفت. در پایان فصل بایرن ۱۰۰ گل به ثمر رساند، کمترین گل را نسبت به دیگر تیم‌ها دریافت کرد و با پیروزی در ۱۳ بازی نهایی شکست ناپذیر بود.
بروسیا دورتموند فصل را با همکاری لوسین فاور سوئیسی به عنوان سرمربی برای دومین سال آغاز کرد و جای خالی بازیکنانی چون کریستین پولیسیک و عبدو دیالو را که به ترتیب راهی چلسی و پاری سن-ژرمن شده بودند، با تورگان آزار، متس هوملس و یولیان برانت، که همگی از رقبای بوندسلیگا خریداری شدند، جبران کرد. پس از صدرنشینی در دو هفته ابتدایی که تا انتهای لیگ تکرار نشد، دورتموند رده اول را به لایپزیگ واگذار کرد، اما توانست دوباره خود را در گروه مدعیان قهرمانی جا بیندازد و نزدیکترین رقیب بایرن در هفته‌های پایانی باشد. در تعطیلات زمستانی، ارلینگ هالند مهاجم ۱۹ ساله نروژی را که با چندین رکورد گلزنی در لیگ داخلی اتریش توجه‌ها را به خود جلب کرده بود، جایگزین پاکو آلکاسر کرد. برد خارج از خانه برابر لایپزیگ در هفته ۳۳ام، نایب‌قهرمانی برای دومین فصل پیاپی و در نتیجه آن حضور در مرحله گروهی لیگ قهرمانان را برای دورتموند مسجل کرد. علاوه بر این، رکورد داخلی این تیم در بوندسلیگا با ۸۲ گل زده از فصل ۲۰۱۵/۱۶ فراتر رفت.
لایپزیگ با یولیان ناگلزمن، سرمربی جدید خود، که از هافنهایم آمده بود، چهارمین فصل خود را در برترین سطح از فوتبال آلمان گذراند. آنها در فصل نقل و انتقالات، وینگر پاری سن-ژرمن کریستوفر انکونکو فرانسوی را بدست آوردند که در پایان فصل به یکی از بهترین پاسورهای لیگ تبدیل شد. لایپزیگ در پانزدهمین هفته از رقابتها، جایگاه نخست جدول را از آن خود کرد و تا هفته ۲۰ام که اولین قهرمانی نیم فصل در تاریخ باشگاه بود، آن را حفظ کرد. پیروزی ۸–۰ برابر ماینتس در هفته دهم بهترین پیروزی این فصل از بوندسلیگا در میان تمامی تیم‌ها بود. تیمو ورنر در آخرین فصل از حضور خود در این تیم که از نظر آماری بهترین عملکرد او بود با اختلاف، بهترین گلزن آلمانی در بوندسلیگا شد.
بروسیا مونشنگلادباخ اولین تیم غیر از دورتموند و بایرن بود که پس از فصل ۲۰۱۰/۱۱ بیش از سه هفته در رده نخست جدول قرار داشت و پس از ۷ هفته تداوم صدرنشینی جایگاه خود را به لایپزیگ واگذار کرد. با وجود از دست دادن امتیازات در مقابل رقبای مدعی، مونشن گلادباخ توانست موقعیت خود را در بالای جدول حفظ کند، اما در هفته ۲۷ام از مسیر قهرمانی کنار رفت. زوج فرانسوی این تیم الحسن پلئا و ماركوس تورام یکی از قویترین خط حمله‌های لیگ را ایجاد کردند. مونشنگلادباخ توانست در آخرین روز از رقابتها با غلبه بر هرتابرلین پس از رقابت تنگاتنگی که با رقیب راینی خود لورکوزن داشت جایگاه چهارم و در نتیجه سهمیه لیگ قهرمانان را برای خود کند.
بایر لورکوزن بار دیگر در میان «۵ تیم برتر» فصل قرار گرفت، اگرچه فقط توانستند ۱۴ امتیاز از دوئل مقابل رقبای خود در یک سوم بالایی جدول کسب کنند و امتیازات بسیاری را در مقابل تیم‌های میانه جدول از دست دادند و هرگز از مقام چهارم بالاتر نرفتند. علی رغم بدترین تفاضل گل در میان پنج تیم رده نخست، مدافع این تیم اسون بندر یکی از ۱۰ بازیکن برتر با بهترین نرخ پیروزی در نبردها بود.
وولفسبورگ و هوفنهایم هرگز در قالب یک مدعی قهرمانی ظاهر نشدند و نتایج متناقضی را در طول این فصل ارائه دادند. به دلیل نتایج ضعیف رقبایی چون فرایبورگ، فرانکفورت و هرتابرلین، یک هفته مانده به پایان فصل هر دو تیم شانس حضور مستقیم در لیگ اروپا را به دست آورند. هوفنهایم در بازی نهایی فصل ۴–۰ دورتموند نایب قهرمان را شکست داد، در حالی که وولفسبورگ ۴–۰ مغلوب قهرمان زودهنگام فصل بایرن شد، و در نتیجه هوفنهایم توانست مستقیماً به لیگ اروپا راه یابد.
رقابت در میانه جدول

فرایبورگ تنها موقعیت‌های تک رقمی جدول را اشغال می‌کرد و حتی تا هفته ۱۷ از مسابقات به طور مداوم در جایگاه‌های کسب سهمیه‌های اروپایی قرار داشت که شکست مقابل بایرن مونیخ در هفته ۳۳ام، شانس حضور در رقابتهای اروپایی را از آنها گرفت.
فرانکفورت مجبور بود با از دست دادن «گله بوفالو» خود (آنته ربیچ، سباستین آلر، لوکا یوویچ) که در فصل ۱۹–۲۰۱۸، ۵۷ گل به ثمر رسانده بود، کنار بیاید. از نتایج مهم این تیم، پیروزی ۵–۱ برابر بایرن (که با شکست ۵–۲ در بازی برگشت پاسخ داده شد) و برد ۵–۰ برابر آگسبورگ بود. در هفته‌های پایانی فصل، به نظر می‌رسید که فرصت کسب سهمیه‌های اروپایی برای آنها امکان‌پذیر است، اما در نهایت فقط توانستند در جایگاه نهم جدول قرار گیرند.
شالکه، تحت هدایت سرمربی جدید خود داوید واگنر، حضور در رده سوم جدول را نیز تجربه کرد و در این بین آنها حتی برای یک هفته بالاتر از رقبای خود از دورتموند ایستاده بودند. شکست ۰–۵ در هفته نوزدهم برابر بایرن آغاز یک سریال ۱۶ قسمتی از بازی‌های بدون برد برای شالکه بود که تا پایان فصل ادامه داشت و یادآور فاجعه فصل گذشته با هدایت دومنیکو تدسکو بود. امتیازات حاصل از ۱۸ بازی نخست سدی شد که آبی پوشان سلطنتی را از سرازیری سقوط نجات داد.
یونیون برلین، که اولین حضور خود در برترین سطح از فوتبال آلمان را تجربه می‌کرد فصل را در رده یازدهم به پایان رساند. پیروزی ۳–۱ برابر بروسیا دورتموند در نیم فصل اول و امتیازهای مهمی که برابر تیم‌های نیمه پایین جدول جمع کرد ضامن بقای آنها در بوندسلیگا شد.
نبرد برای بقا

وردربرمن در پایان نیم فصل به رقبای مستقیم خود از جمله پادربورن و ماینتس و ۶–۱ به بایرن مونیخ باخت و از هفته شانزدهم رقابت‌ها در ورطه سقوط قرار گرفت. در روز آخر از مسابقات لیگ، برمن رقابت تنگاتنگی برای بقا در لیگ با دوسلدورف که دو امتیاز از آنها پیش بود داشت که پیروزی ۶–۱ آنها مقابل کلن و شکست همزمان دوسلدورف مقابل یونیون برلین سبب نجات آنها از سقوط مستقیم به دسته دوم شد. برمن در نهایت فصل را پس از آگسبورگ، کلن و ماینتس، در جایگاه شانزدهم به پایان رساند، در حالی که فورتونا به همراه پادربورن به بوندسلیگا ۲ سقوط کرد. در بازی پلی‌آف برابر هایدنهایم، برمن موفق شد پس از تساوی ۰–۰ در خانه و ۲–۲ در هایدنهایم به دلیل قانون گل زده در خانه حریف، در لیگ باقی بماند.
پادرربورن یکی از سه تیم صعودکننده از بوندسلیگا ۲ بود که از هفته پنجم در آخرین مکان جدول قرار داشت و تنها یک بار توانست «فانوس قرمز» را به دست کلن و دوسلدورف بدهد. تیمی که کمترین بودجه را داشت تا جایی که ممکن بود برای بقا در لیگ جنگید و جدا از دو باخت پنج بر یک مقابل شالکه و برمن و شکست ۶ بر ۱ برابر دورتموند، تا پایان فصل هیچ شکست سنگین دیگری را متحمل نشد. تساوی ۳–۳ برابر دورتموند و برد ۲–۱ مقابل فرانکفورت در نیم فصل اول از نتایج قابل توجه این تیم بود. اختلاف ۹ امتیازی با تیم رده هفدهم جدول در پایان هفته ۳۲ام، به معنای سقوط زودرس و بازگشت دوباره آنها به سطح دوم فوتبال آلمان بود.

## تیم‌ها

### تغییرات تیم‌ها
یونیون برلین توانست با برتری در دیدار حذفی مقابل اشتوتگارت برای اولین بار به بوندس‌لیگا صعود کند و ۵۶مین باشگاهی باشد که در بالاترین سطح مسابقات آلمان حضور خواهد داشت.
| رتبه | سقوط از بوندس‌لیگا .۱ |
| ---- | -------------------- |
| ۱۶.  | اشتوتگارت            |
| ۱۷.  | هانوفر ۹۶            |
| ۱۸.  | نورنبرگ              |

| رتبه | صعود از بوندس‌لیگا .۲ |
| ---- | -------------------- |
| ۱.   | کلن                  |
| ۲.   | پادربورن             |
| ۳.   | یونیون برلین         |

در مجموع ۱۸ تیم در فصل ۲۰–۲۰۱۹ بوندسلیگا شرکت کردند.

### تعداد تیم‌ها براساس ایالت
| رتبه | ایالت            | تعداد | تیم‌ها                                                                         |
| ---- | ---------------- | ----- | ----------------------------------------------------------------------------- |
| ۱    | نوردراین-وستفالن | ۷     | دورتموند، فورتونا دوسلدورف، کلن، بایر لورکوزن، مونشن‌گلادباخ، پادربورن و شالکه |
| ۲    | بادن-وورتمبرگ    | ۲     | فرایبورگ و هوفنهایم                                                           |
| ۲    | بایرن            | ۲     | آگسبورگ و بایرن مونیخ                                                         |
| ۲    | برلین            | ۲     | هرتابرلین و یونیون برلین                                                      |
| ۵    | برمن             | ۱     | وردربرمن                                                                      |
| ۵    | هسن              | ۱     | آینتراخت                                                                      |
| ۵    | نیدرزاکسن        | ۱     | وولفسبورگ                                                                     |
| ۵    | راینلاند-فالتس   | ۱     | ماینتس                                                                        |
| ۵    | زاکسن            | ۱     | لایپزیگ                                                                       |

### ورزشگاه‌ها و میانگین حضور تماشاگران
با توجه به سقوط نورنبرگ، هانوفر و اشتوتگارت، که ورزشگاه‌هایی با ظرفیت بالا داشتند، و صعود همزمان کلن، با یک استادیوم بزرگ، و پادربورن و یونیون برلین که ورزشگاه‌های کوچکی داشتند، ظرفیت تماشاگران ۱۸ ورزشگاه میزبان مسابقات بوندسلیگا با ۷۳٬۳۵۲ کاهش نسبت به فصل قبل به مجموع ظرفیت ۸۰۲٬۹۲۷ صندلی رسید.
| بایرن مونیخ  | مونیخ        | آلیانتس آرنا    | ۷۵٬۰۰۰   | ۹۷۵٬۰۰۰    | ۵۷٬۳۵۳ | ۷۶٬۴۷٪   | ۱۳/۱۷  | ۳۸٬۰۰۰           | [ ۴۳ ]           |                  |                  |
| دورتموند     | دورتموند     | وستفالن         | ۸۱٬۳۶۵   | ۹۷۴٬۰۵۰    | ۵۷٬۲۹۷ | ۷۰٬۴۲٪   | ۹/۱۷   |                  | [ ۴۴ ]           |                  |                  |
| شالکه        | گلزنکیرشن    | فلتینس آرنا     | ۶۲٬۲۷۱   | ۷۹۳٬۵۷۷    | ۴۶٬۶۸۱ | ۷۴٬۹۶٪   | ۴/۱۷   |                  | [ ۴۵ ]           |                  |                  |
| آگسبورگ      | آوگسبورگ     | آگسبورگ آرنا    | ۳۰٬۶۶۰   | ۳۴۴٬۵۱۳    | ۲۰٬۲۶۵ | ۶۶٬۱۰٪   | ۲/۱۷   |                  | [ ۴۶ ]           |                  |                  |
| هرتابرلین    | برلین        | المپیک برلین    | ۷۴٬۶۴۹   | ۶۴۰٬۷۲۰    | ۳۷٬۶۸۹ | ۵۰٬۶۶٪   | ۲/۱۷   |                  | [ ۴۷ ]           |                  |                  |
| وردر برمن    | برمن         | وزراشتادیون     | ۴۲٬۱۰۰   | ۴۴۹٬۰۲۸    | ۲۶٬۴۱۳ | ۶۲٬۷۴٪   | ۴/۱۷   |                  | [ ۴۸ ]           |                  |                  |
| کلن          | کلن          | راین انرژی      | ۴۹٬۶۹۸   | ۵۹۶٬۶۰۰    | ۳۵٬۰۹۴ | ۷۰٬۱۹٪   | ۸/۱۷   |                  | [ ۴۹ ]           |                  |                  |
| لایپزیگ      | لایپزیگ      | ردبول آرنا      | ۴۲٬۵۵۸   | ۴۸۹٬۹۲۰    | ۲۸٬۸۱۹ | ۶۸٬۳۸٪   | ۴/۱۷   |                  | [ ۵۰ ]           |                  |                  |
| فورتونا      | دوسلدورف     | اسپریت آرنا     | ۵۴٬۶۰۰   | ۵۱۹٬۸۸۲    | ۳۰٬۵۸۱ | ۵۶٬۰۱٪   | ۳/۱۷   |                  | [ ۵۱ ]           |                  |                  |
| آینتراخت     | فرانکفورت    | کومرتسبانک آرنا | ۵۱٬۵۰۰   | ۶۰۱٬۹۰۰    | ۳۵٬۴۰۶ | ۶۸٬۷۵٪   | ۳/۱۷   |                  | [ ۵۲ ]           |                  |                  |
| فرایبورگ     | فرایبورگ     | شوارتزوالد      | ۲۴٬۰۰۰   | ۲۸۷٬۱۰۰    | ۱۶٬۸۸۸ | ۷۰٬۳۷٪   | ۹/۱۷   |                  | [ ۵۳ ]           |                  |                  |
| هوفنهایم     | زینسهایم     | راین نکر آرنا   | ۳۰٬۱۵۰   | ۳۴۷٬۶۳۴    | ۲۰٬۴۴۹ | ۶۷٬۸۲٪   | ۲/۱۷   |                  | [ ۵۴ ]           |                  |                  |
| بایر لورکوزن | لورکوزن      | بای‌آرنا         | ۳۰٬۲۱۰   | ۳۶۱٬۰۰۶    | ۲۱٬۲۳۶ | ۷۰٬۲۹٪   | ۵/۱۷   |                  | [ ۵۵ ]           |                  |                  |
| ماینتس       | ماینتس       | اپل آرنا        | ۳۴٬۰۰۰   | ۳۵۱٬۸۵۳    | ۲۰٬۶۹۷ | ۶۰٬۸۷٪   | ۲/۱۷   |                  | [ ۵۶ ]           |                  |                  |
| یونیون برلین | برلین        | آلتن فورستری    | ۲۲٬۰۱۲   | ۲۶۲٬۴۸۲    | ۱۵٬۴۴۰ | ۷۰٬۰۶٪   | ۱۱/۱۷  |                  | [ ۵۹ ]           |                  |                  |
| مونشنگلادباخ | مونشن‌گلادباخ | بروسیا پارک     | ۵۹٬۷۲۴   | ۶۱۳٬۴۷۹    | ۳۶٬۰۸۷ | ۶۶٬۸۰٪   | ۳/۱۷   | ۳۰٬۰۰۰           | [ ۶۱ ]           |                  |                  |
| پادربورن     | پادربورن     | بنتلر آرنا      | ۱۵٬۰۰۰   | ۱۸۷٬۶۴۸    | ۱۱٬۰۳۸ | ۷۳٬۵۹٪   | ۴/۱۷   | ۶٬۹۲۹            | [ ۶۳ ]           |                  |                  |
| وولفسبورگ    | وولفسبورگ    | فولکسواگن آرنا  | ۳۰٬۰۰۰   | ۳۱۶٬۵۵۸    | ۱۸٬۶۲۱ | ۶۲٬۰۷٪   | ۰/۱۷   |                  | [ ۶۴ ]           |                  |                  |
| مجموع        | مجموع        | مجموع           | ۸۰۳٬۴۳۶۰ | ۹٬۱۱۲٬۹۵۰۰ | ۲۹٬۷۸۱ | ۰۶۶٫۷۲ % | ۸۸/۳۰۶ | وضعیت: پایان فصل | وضعیت: پایان فصل | وضعیت: پایان فصل | وضعیت: پایان فصل |

### سرمربی، کاپیتان، تولیدکننده و حامی مالی لباس
| تیم              | سرمربی                                 | کاپیتان          | تولیدکننده لباس | حامی مالی               | حامی مالی             |
| تیم              | سرمربی                                 | کاپیتان          | تولیدکننده لباس | سینه (جلو)              | آستین                 |
| ---------------- | -------------------------------------- | ---------------- | --------------- | ----------------------- | --------------------- |
| بایرن‌مونیخ       | هانس دیتر فلیک                         | مانوئل نویر      | آدیداس          | Deutsche Telekom        | Qatar Airways         |
| دورتموند         | لوسین فاور                             | مارکو رویس       | پوما            | Evonik                  | Opel                  |
| شالکه ۰۴         | دیوید واگنر                            | عمر ماسکارل      | آمبرو           | Gazprom                 | DHL                   |
| هرتابرلین        | برونو لابادیا                          | وداد ایبیشویچ    | نایکی           | TEDi                    | Hyundai Motor Company |
| مونشن‌گلادباخ     | مارکو رزه                              | لارس اشتیندل     | پوما            | Postbank                | H-Hotels              |
| آینتراخت         | ادی هوتر                               | داوید آبراهام    | نایکی           | Indeed                  | Deutsche Börse Group  |
| کلن              | مارکوس گیزدول                          | یوناس هکتور      | آل‌اشپورت        | REWE                    | DEVK                  |
| فورتونا دوسلدورف | اوه روسلر                              | الیور فینک       | آل‌اشپورت        | Henkel                  | Toyo Tires            |
| لایپزیگ          | یولیان ناگلزمان                        | ویلی اوربان      | نایکی           | Red Bull                | CG Immobilien         |
| وردربرمن         | فلورین کوفت                            | نیکولاس مویساندر | آمبرو           | Wiesenhof               | Tou Tou               |
| بایر لورکوزن     | پتر بوش                                | لارس بندر        | جاکو            | Barmenia Versicherungen | Kumho Tire            |
| ماینتس           | آخیم بایرلورتزر                        | دنی لاتسا        | لوتو            | Kömmerling/Profine      | QQ288                 |
| هوفنهایم         | ماتیاس کالتنباخ مارسل راپ کای هاردلینگ | بنیامین هوبنر    | خوما            | SAP                     | Prowin                |
| آگسبورگ          | هیکو هرلیش                             | دانیل بایر       | نایکی           | WWK Versicherungsgruppe | Bernd Siegmund GmbH   |
| وولفسبورگ        | الیور گلاسنر                           | ژوسوا گیلاووگی   | نایکی           | Volkswagen              | Linglong Tire         |
| فرایبورگ         | کریستین اشترایش                        | مایک فرانتس      | هومل            | Schwarzwaldmilch        | badenova              |
| یونیون برلین     | اورس فیشر                              | کریستوفر تریمل   | ماکرون          | Aroundtown              | ONE Versicherung AG   |
| پادربورن         | استفن بائومگارت                        | کریستین اشترودیک | سالر            | Sunmaker                | Effect Energy Drink   |

### تغییرات سرمربیان
| تیم              | سرمربی برکنار شده                | علت                              | تاریخ خروج     | تاریخ خروج     | رتبه در جدول | سرمربی جایگزین                               | تاریخ ورود     | تاریخ ورود     | منبع                 |
| تیم              | سرمربی برکنار شده                | علت                              | اعلام شده      | خروج           | رتبه در جدول | سرمربی جایگزین                               | اعلام شده      | ورود           | منبع                 |
| ---------------- | -------------------------------- | -------------------------------- | -------------- | -------------- | ------------ | -------------------------------------------- | -------------- | -------------- | -------------------- |
| هوفنهایم         | یولیان ناگلزمان                  | قرارداد با باشگاه فوتبال لایپزیگ | ۲۱ ژوئن ۲۰۱۸   | ۳۰ ژوئن ۲۰۱۹   | پیش‌فصل       | آلفرد شرودر                                  | ۱۹ مارس ۲۰۱۹   | ۱ ژوئیه ۲۰۱۹   | [ ۶۹ ] [ ۷۰ ]        |
| لایپزیگ          | رالف رانگنیک                     | به عنوان مدیر ورزشی منصوب شد     | ۹ ژوئیه ۲۰۱۸   | ۳۰ ژوئن ۲۰۱۹   | پیش‌فصل       | یولیان ناگلزمان                              | ۲۱ ژوئن ۲۰۱۸   | ۱ ژوئیه ۲۰۱۹   | [ ۶۹ ] [ ۷۱ ]        |
| وولفسبورگ        | برونو لابادیا                    | پایان قرارداد                    | ۱۲ مارس ۲۰۱۹   | ۳۰ ژوئن ۲۰۱۹   | پیش‌فصل       | الیور گلاسنر                                 | ۲۳ آوریل ۲۰۱۹  | ۱ ژوئیه ۲۰۱۹   | [ ۷۲ ] [ ۷۳ ]        |
| شالکه            | هوب استونس                       | پایان دوره موقت                  | ۱۴ مارس ۲۰۱۹   | ۳۰ ژوئن ۲۰۱۹   | پیش‌فصل       | دیوید واگنر                                  | ۹ مه ۲۰۱۹      | ۱ ژوئیه ۲۰۱۹   | [ ۷۴ ] [ ۷۵ ]        |
| مونشن‌گلادباخ     | دیتر هکینگ                       | اخراج شد                         | ۲ آوریل ۲۰۱۹   | ۳۰ ژوئن ۲۰۱۹   | پیش‌فصل       | مارکو رزه                                    | ۱۰ آوریل ۲۰۱۹  | ۱ ژوئیه ۲۰۱۹   | [ ۷۶ ] [ ۷۷ ]        |
| هرتابرلین        | پال دردای                        | توافق طرفین                      | ۱۶ آوریل ۲۰۱۹  | ۳۰ ژوئن ۲۰۱۹   | پیش‌فصل       | آنتی کویچ                                    | ۱۲ مه ۲۰۱۹     | ۱ ژوئیه ۲۰۱۹   | [ ۷۸ ] [ ۷۹ ]        |
| کلن              | آندره پاولاک مانفرد اشمید (موقت) | پایان دوره موقت                  | ۲۷ آوریل ۲۰۱۹  | ۳۰ ژوئن ۲۰۱۹   | پیش‌فصل       | آخیم بایرلورتزر                              | ۱۳ مه ۲۰۱۹     | ۱ ژوئیه ۲۰۱۹   | [ ۸۰ ] [ ۸۱ ]        |
| بایرن مونیخ      | نیکو کواچ                        | توافق طرفین                      | ۳ نوامبر ۲۰۱۹  | ۳ نوامبر ۲۰۱۹  | ۴ام          | هانسی فلیک                                   | ۳ نوامبر ۲۰۱۹  | ۳ نوامبر ۲۰۱۹  | [ ۸۲ ] [ ۸۳ ]        |
| کلن              | آخیم بایرلورتزر                  | اخراج                            | ۹ نوامبر ۲۰۱۹  | ۹ نوامبر ۲۰۱۹  | ۱۷ام         | مارکوس گیزدول                                | ۱۸ نوامبر ۲۰۱۹ | ۱۸ نوامبر ۲۰۱۹ | [ ۸۴ ] [ ۸۵ ]        |
| ماینتس           | ساندرو شوارتس                    | توافق طرفین                      | ۱۰ نوامبر ۲۰۱۹ | ۱۰ نوامبر ۲۰۱۹ | ۱۶ام         | آخیم بایرلورتزر                              | ۱۸ نوامبر ۲۰۱۹ | ۱۸ نوامبر ۲۰۱۹ | [ ۸۶ ] [ ۸۷ ]        |
| هرتابرلین        | آنتی کویچ                        | توافق طرفین                      | ۲۷ نوامبر ۲۰۱۹ | ۲۷ نوامبر ۲۰۱۹ | ۱۵ام         | یورگن کلینزمن                                | ۲۷ نوامبر ۲۰۱۹ | ۲۷ نوامبر ۲۰۱۹ | [ ۸۸ ] [ ۸۹ ]        |
| فورتونا دوسلدورف | فریدهلم فونکل                    | اخراج شد                         | ۲۹ ژانویه ۲۰۲۰ | ۲۹ ژانویه ۲۰۲۰ | ۱۸ام         | اوه روسلر                                    | ۲۹ ژانویه ۲۰۲۰ | ۲۹ ژانویه ۲۰۲۰ | [ ۹۰ ] [ ۹۱ ]        |
| هرتابرلین        | یورگن کلینزمن                    | استعفا داد                       | ۱۱ فوریه ۲۰۲۰  | ۱۱ فوریه ۲۰۲۰  | ۱۴ام         | الکساندر نوری (موقت)                         | ۱۱ فوریه ۲۰۲۰  | ۱۱ فوریه ۲۰۲۰  | [ ۹۲ ] [ ۹۳ ]        |
| آگسبورگ          | مارتین اشمیت                     | اخراج شد                         | ۹ مارس ۲۰۲۰    | ۹ مارس ۲۰۲۰    | ۱۴ام         | هیکو هرلیش                                   | ۱۰ مارس ۲۰۲۰   | ۱۰ مارس ۲۰۲۰   | [ ۹۴ ] [ ۹۵ ]        |
| هرتابرلین        | الکساندر نوری (موقت)             | پایان دوره موقت                  | ۹ آوریل ۲۰۲۰   | ۹ آوریل ۲۰۲۰   | ۱۴ام         | برونو لابادیا                                | ۹ آوریل ۲۰۲۰   | ۱۳ آوریل ۲۰۲۰  | [ ۹۶ ]               |
| هوفنهایم         | آلفرد شرودر                      | توافق طرفین                      | ۹ ژوئن ۲۰۲۰    | ۹ ژوئن ۲۰۲۰    | ۷ام          | ماتیاس کالتنباخ مارسل راپ کای هردلینگ (موقت) | ۹ ژوئن ۲۰۲۰    | ۹ ژوئن ۲۰۲۰    | [ ۹۷ ] [ ۹۸ ] [ ۹۹ ] |

## داوران
در قیاس با فصل گذشته، تعداد داوران تغییری نداشت و ۲۶ نفر ثابت ماند.
| نام                | تاریخ تولد       | عضویت در باشگاه             | اتحادیه منطقه‌ای   | بازی‌ها |      |    |    | سایر توضیحات          |
| ------------------ | ---------------- | --------------------------- | ----------------- | ------ | ---- | -- | -- | --------------------- |
| دنیس آیتکین        | ۱٬۹۷۸ ژوئیه ۲۱   | TSV Altenberg               | بایرن             | ۱۶     | ۶۱   | ۲  | ۰  | داور فیفا             |
| بنیامین برند       | ۱٬۹۸۹ ژوئیه ۱۰   | FC Schallfeld               | بایرن             | ۱      | ۱    | ۰  | ۰  |                       |
| فلیکس بریچ         | ۱٬۹۷۵ اوت ۳      | SV Am Hart München          | بایرن             | ۱۸     | ۷۸   | ۴  | ۳  | داور فیفا             |
| بنیامین کورتوس     | ۱٬۹۸۱ دسامبر ۱۳  | TSV Burgfarrnbach           | بایرن             | ۱۲     | ۳۸   | ۰  | ۰  |                       |
| باستیان دانکرت     | ۱٬۹۸۰ ژوئن ۹     | Brüsewitzer SV              | مکلنبورگ-فورپومرن | ۱۴     | ۴۸   | ۱  | ۱  | داور فیفا             |
| کریستین دینگرت     | ۱٬۹۸۰ ژوئیه ۱۴   | TSG Burg Lichtenberg        | جنوب‌غربی          | ۱۳     | ۵۶   | ۲  | ۰  | داور فیفا             |
| مارکو فریتز        | ۱٬۹۷۷ اکتبر ۳    | SV Breuningsweiler          | وورتمبرگ          | ۱۵     | ۵۵   | ۲  | ۰  | داور فیفا             |
| مانوئل گریفه       | ۱٬۹۷۳ سپتامبر ۲۱ | Hertha 03 Zehlendorf        | برلین             | ۱۵     | ۳۶   | ۱  | ۲  | داور فیفا تا سال ۲۰۱۹ |
| روبرت هارتمن       | ۱٬۹۷۹ سپتامبر ۸  | SV Krugzell                 | بایرن             | ۱۰     | ۳۱   | ۱  | ۲  |                       |
| پاتریک ایته‌تِریش    | ۱٬۹۷۹ ژانویه ۳   | Mümmelmannsberger SV        | هامبورگ           | ۱۰     | ۴۴   | ۲  | ۲  |                       |
| اسون یابولانسکی    | ۱٬۹۹۰ آوریل ۱۳   | Blumenthaler SV             | برمن              | ۱۲     | ۵۴   | ۱  | ۰  |                       |
| روبرت کامپا        | ۱٬۹۸۲ فوریه ۲۱   | TSV Schornbach              | وورتمبرگ          | ۶      | ۲۷   | ۰  | ۰  |                       |
| هارم اوسمرز        | ۱٬۹۸۵ ژانویه ۲۸  | SV Baden                    | نیدرزاکسن         | ۱۵     | ۵۲   | ۲  | ۰  | داور فیفا از سال ۲۰۲۰ |
| مارتین پیترسن      | ۱٬۹۸۵ فوریه ۲۸   | VfL Stuttgart               | وورتمبرگ          | ۱۰     | ۳۷   | ۱  | ۰  |                       |
| دنیل شلاگر         | ۱٬۹۸۹ دسامبر ۸   | FC Rastatt 04               | بادن جنوبی        | ۱۰     | ۴۲   | ۰  | ۰  |                       |
| مارکوس اشمیت       | ۱٬۹۷۳ اوت ۳۱     | SV Sillenbuch               | وورتمبرگ          | ۱۳     | ۵۱   | ۲  | ۱  |                       |
| روبرت شرودر        | ۱٬۹۸۵ سپتامبر ۱۴ | SG Blaues Wunder Hannover   | نیدرزاکسن         | ۸      | ۲۷   | ۱  | ۱  |                       |
| دنیل سیبرت         | ۱٬۹۸۴ مه ۴       | FC Nordost Berlin           | برلین             | ۱۶     | ۶۹   | ۱  | ۲  | داور فیفا             |
| ساشا اشتیگه‌من      | ۱٬۹۸۴ دسامبر ۶   | 1. FC Niederkassel          | راین میانی        | ۱۵     | ۶۸   | ۱  | ۱  | داور فیفا             |
| بیبیانا اشتاین‌هاوس | ۱٬۹۷۹ مارس ۲۴    | MTV Engelbostel-Schulenburg | نیدرزاکسن         | ۸      | ۲۸   | ۰  | ۰  | داور فیفا             |
| توبیاس استیلر      | ۱٬۹۸۱ ژوئیه ۲    | SG Rosenhöhe                | هسن               | ۱۶     | ۴۸   | ۵  | ۱  | داور فیفا             |
| سورن استورکس       | ۱٬۹۸۶ نوامبر ۸   | VfL Ramsdorf                | وستفالن           | ۸      | ۳۰   | ۱  | ۲  |                       |
| مارتین تامسون      | ۱٬۹۸۵ اکتبر ۱    | SV Donsbrüggen              | راین سفلی         | ۱      | ۴    | ۰  | ۰  |                       |
| توبیاس ولز         | ۱٬۹۷۷ ژوئیه ۱۱   | FC 1934 Bierstadt           | هسن               | ۷      | ۳۱   | ۳  | ۰  | داور فیفا تا ۲۰۱۹     |
| فرانک ویلنبورگ     | ۱٬۹۷۹ فوریه ۱۰   | SV Gehlenberg               | نیدرزاکسن         | ۱۲     | ۵۳   | ۰  | ۰  |                       |
| گیدو وینکمن        | ۱٬۹۷۳ نوامبر ۲۷  | SV Nütterden                | راین سفلی         | ۱۱     | ۴۲   | ۲  | ۱  |                       |
| فلیکس زوایر        | ۱٬۹۸۱ مه ۱۹      | شارلوتنبرگ                  | برلین             | ۱۵     | ۶۰   | ۱  | ۱  | داور فیفا             |
| مجموع:             | مجموع:           | مجموع:                      | مجموع:            | ۳۰۶    | ۱۱۷۱ | ۳۶ | ۲۰ |                       |

## جدول لیگ و نتایج

### جدول لیگ
| رتبه      | تیم                 | بازی | پ. | ت. | ش. | گ.ز. | گ.خ. | ت.گ. | امتیاز | صعود یا سقوط            | توضیحات |
| --------- | ------------------- | ---- | -- | -- | -- | ---- | ---- | ---- | ------ | ----------------------- | --- |
| ۱         | بایرن مونیخ         | ۳۴   | ۲۴ | ۴  | ۴  | ۱۰۰  | ۳۲   | ۶۸+  | ۸۲     | لیگ قهرمانان اروپا      | قوانین جدول رده‌بندی: ۱) امتیاز ۲) تفاضل گل ۳) گل زده ۴) امتیاز در بازی‌های رو در رو ۵) تفاضل گل در بازی‌های رو در رو ۶) گل زده در خارج از خانه در بازی‌های رو در رو ۷) گل زده در خارج از خانه ۸) بازی پلی‌آف. |
| ۲         | بروسیا دورتموند     | ۳۴   | ۲۱ | ۶  | ۷  | ۸۴   | ۴۱   | ۴۳+  | ۶۹     | لیگ قهرمانان اروپا      | قوانین جدول رده‌بندی: ۱) امتیاز ۲) تفاضل گل ۳) گل زده ۴) امتیاز در بازی‌های رو در رو ۵) تفاضل گل در بازی‌های رو در رو ۶) گل زده در خارج از خانه در بازی‌های رو در رو ۷) گل زده در خارج از خانه ۸) بازی پلی‌آف. |
| ۳         | لایپزیگ             | ۳۴   | ۱۸ | ۱۲ | ۴  | ۸۱   | ۳۷   | ۴۴+  | ۶۶     | لیگ قهرمانان اروپا      | قوانین جدول رده‌بندی: ۱) امتیاز ۲) تفاضل گل ۳) گل زده ۴) امتیاز در بازی‌های رو در رو ۵) تفاضل گل در بازی‌های رو در رو ۶) گل زده در خارج از خانه در بازی‌های رو در رو ۷) گل زده در خارج از خانه ۸) بازی پلی‌آف. |
| ۴         | بروسیا مونشن‌گلادباخ | ۳۴   | ۲۰ | ۵  | ۹  | ۶۶   | ۴۰   | ۲۶+  | ۶۵     | لیگ قهرمانان اروپا      | قوانین جدول رده‌بندی: ۱) امتیاز ۲) تفاضل گل ۳) گل زده ۴) امتیاز در بازی‌های رو در رو ۵) تفاضل گل در بازی‌های رو در رو ۶) گل زده در خارج از خانه در بازی‌های رو در رو ۷) گل زده در خارج از خانه ۸) بازی پلی‌آف. |
| ۵         | بایر ۰۴ لورکوزن     | ۳۴   | ۱۹ | ۶  | ۹  | ۶۱   | ۴۴   | ۱۷+  | ۶۳     | لیگ اروپا               | قوانین جدول رده‌بندی: ۱) امتیاز ۲) تفاضل گل ۳) گل زده ۴) امتیاز در بازی‌های رو در رو ۵) تفاضل گل در بازی‌های رو در رو ۶) گل زده در خارج از خانه در بازی‌های رو در رو ۷) گل زده در خارج از خانه ۸) بازی پلی‌آف. |
| ۶         | هوفنهایم            | ۳۴   | ۱۵ | ۷  | ۱۲ | ۵۳   | ۵۳   | ۰    | ۵۲     | لیگ اروپا               | قوانین جدول رده‌بندی: ۱) امتیاز ۲) تفاضل گل ۳) گل زده ۴) امتیاز در بازی‌های رو در رو ۵) تفاضل گل در بازی‌های رو در رو ۶) گل زده در خارج از خانه در بازی‌های رو در رو ۷) گل زده در خارج از خانه ۸) بازی پلی‌آف. |
| ۷         | وولفسبورگ           | ۳۴   | ۱۳ | ۱۰ | ۱۱ | ۴۸   | ۴۶   | ۲+   | ۴۹     | دور ۲ مقدماتی لیگ اروپا | قوانین جدول رده‌بندی: ۱) امتیاز ۲) تفاضل گل ۳) گل زده ۴) امتیاز در بازی‌های رو در رو ۵) تفاضل گل در بازی‌های رو در رو ۶) گل زده در خارج از خانه در بازی‌های رو در رو ۷) گل زده در خارج از خانه ۸) بازی پلی‌آف. |
| ۸         | فرایبورگ            | ۳۴   | ۱۳ | ۹  | ۱۲ | ۴۸   | ۴۷   | ۱+   | ۴۸     |                         | قوانین جدول رده‌بندی: ۱) امتیاز ۲) تفاضل گل ۳) گل زده ۴) امتیاز در بازی‌های رو در رو ۵) تفاضل گل در بازی‌های رو در رو ۶) گل زده در خارج از خانه در بازی‌های رو در رو ۷) گل زده در خارج از خانه ۸) بازی پلی‌آف. |
| ۹         | آینتراخت فرانکفورت  | ۳۴   | ۱۳ | ۶  | ۱۵ | ۵۹   | ۶۰   | ۱-   | ۴۵     |                         | |
| ۱۰        | هرتابرلین           | ۳۴   | ۱۱ | ۸  | ۱۵ | ۴۸   | ۵۹   | ۱۱-  | ۴۱     |                         | |
| ۱۱        | یونیون برلین        | ۳۴   | ۱۲ | ۵  | ۱۷ | ۴۱   | ۵۸   | ۱۷-  | ۴۱     |                         | |
| ۱۲        | شالکه ۰۴            | ۳۴   | ۹  | ۱۲ | ۱۳ | ۳۵   | ۵۸   | ۲۰-  | ۳۹     |                         | |
| ۱۳        | ماینتس ۰۵           | ۳۴   | ۱۱ | ۴  | ۱۹ | ۴۴   | ۶۵   | ۲۱-  | ۳۷     |                         | |
| ۱۴        | کلن                 | ۳۴   | ۱۰ | ۶  | ۱۸ | ۵۱   | ۶۹   | ۱۸-  | ۳۶     |                         | |
| ۱۵        | آگسبورگ             | ۳۴   | ۹  | ۹  | ۱۶ | ۴۵   | ۶۳   | ۱۸-  | ۳۶     |                         | |
| ۱۶        | وردر برمن           | ۳۴   | ۸  | ۷  | ۱۹ | ۴۲   | ۶۹   | ۲۷-  | ۳۱     | راه‌یابی به بازی پلی‌آف   | |
| ۱۷        | فورتونا دوسلدورف    | ۳۴   | ۶  | ۱۲ | ۱۶ | ۳۶   | ۶۷   | ۳۱-  | ۳۰     | سقوط به دسته چمپیونشیپ  | |
| ۱۸        | پادربورن            | ۳۴   | ۴  | ۸  | ۲۲ | ۳۷   | ۷۴   | ۳۷-  | ۲۰     | سقوط به دسته چمپیونشیپ  | |
| منبع: DFB |                     |      |    |    |    |      |      |      |        |                         | |

### جایگاه در جدول براساس هفته
بازی‌های به تعویق افتاده، در همان زمان اصلی برنامه‌ریزی شده نمایش داده شده‌است.
| تیم          | ۱  | ۲  | ۳  | ۴  | ۵  | ۶  | ۷  | ۸  | ۹  | ۱۰ | ۱۱ | ۱۲ | ۱۳ | ۱۴ | ۱۵ | ۱۶ | ۱۷ | ۱۸ | ۱۹ | ۲۰ | ۲۱ | ۲۲ | ۲۳ | ۲۴ | ۲۵ | ۲۶ | ۲۷ | ۲۸ | ۲۹ | ۳۰ | ۳۱ | ۳۲ | ۳۳ | ۳۴ |
| تیم          |    |    |    |    |    |    |    |    |    |    |    |    |    |    |    |    |    |    |    |    |    |    |    |    |    |    |    |    |    |    |    |    |    |    |
| ------------ | -- | -- | -- | -- | -- | -- | -- | -- | -- | -- | -- | -- | -- | -- | -- | -- | -- | -- | -- | -- | -- | -- | -- | -- | -- | -- | -- | -- | -- | -- | -- | -- | -- | -- |
| بایرن‌مونیخ   | ۸  | ۶  | ۲  | ۴  | ۲  | ۱  | ۳  | ۳  | ۲  | ۴  | ۳  | ۳  | ۴  | ۷  | ۵  | ۳  | ۳  | ۲  | ۲  | ۱  | ۱  | ۱  | ۱  | ۱  | ۱  | ۱  | ۱  | ۱  | ۱  | ۱  | ۱  | ۱  | ۱  | ۱  |
| دورتموند     | ۱  | ۱  | ۵  | ۲  | ۳  | ۸  | ۸  | ۴  | ۵  | ۲  | ۶  | ۶  | ۵  | ۳  | ۳  | ۴  | ۴  | ۴  | ۴  | ۳  | ۴  | ۴  | ۴  | ۴  | ۲  | ۲  | ۲  | ۲  | ۲  | ۲  | ۲  | ۲  | ۲  | ۲  |
| لایپزیگ      | ۲  | ۲  | ۱  | ۱  | ۱  | ۲  | ۴  | ۵  | ۶  | ۳  | ۲  | ۲  | ۲  | ۲  | ۱  | ۱  | ۱  | ۱  | ۱  | ۲  | ۲  | ۲  | ۲  | ۲  | ۳  | ۴  | ۳  | ۳  | ۳  | ۳  | ۳  | ۳  | ۳  | ۳  |
| بایر لورکوزن | ۵  | ۵  | ۴  | ۸  | ۷  | ۶  | ۷  | ۹  | ۸  | ۱۰ | ۸  | ۹  | ۷  | ۶  | ۷  | ۷  | ۶  | ۶  | ۵  | ۵  | ۵  | ۵  | ۵  | ۵  | ۵  | ۵  | ۴  | ۵  | ۵  | ۵  | ۴  | ۴  | ۵  | ۵  |
| مونشن‌گلادباخ | ۱۰ | ۷  | ۸  | ۷  | ۶  | ۵  | ۱  | ۱  | ۱  | ۱  | ۱  | ۱  | ۱  | ۱  | ۲  | ۲  | ۲  | ۳  | ۳  | ۴  | ۳  | ۳  | ۳  | ۳  | ۴  | ۳  | ۵  | ۴  | ۴  | ۴  | ۵  | ۵  | ۴  | ۴  |
| وولفسبورگ    | ۶  | ۴  | ۳  | ۵  | ۸  | ۷  | ۲  | ۲  | ۴  | ۸  | ۱۰ | ۷  | ۹  | ۹  | ۸  | ۸  | ۹  | ۹  | ۱۰ | ۹  | ۱۰ | ۹  | ۷  | ۷  | ۷  | ۶  | ۶  | ۶  | ۶  | ۶  | ۶  | ۶  | ۶  | ۷  |
| آینتراخت     | ۷  | ۱۰ | ۷  | ۹  | ۹  | ۹  | ۹  | ۸  | ۹  | ۷  | ۹  | ۱۰ | ۱۰ | ۱۱ | ۱۲ | ۱۲ | ۱۳ | ۱۱ | ۹  | ۱۱ | ۹  | ۱۰ | ۱۱ | ۱۰ | ۱۱ | ۱۱ | ۱۲ | ۱۲ | ۱۱ | ۱۱ | ۱۰ | ۹  | ۹  | ۹  |
| وردربرمن     | ۱۵ | ۱۵ | ۱۳ | ۱۰ | ۱۰ | ۱۱ | ۱۱ | ۱۲ | ۱۲ | ۱۲ | ۱۴ | ۱۴ | ۱۳ | ۱۴ | ۱۵ | ۱۶ | ۱۷ | ۱۶ | ۱۶ | ۱۶ | ۱۷ | ۱۷ | ۱۷ | ۱۷ | ۱۷ | ۱۷ | ۱۷ | ۱۷ | ۱۷ | ۱۷ | ۱۷ | ۱۷ | ۱۷ | ۱۶ |
| هوفنهایم     | ۱۴ | ۹  | ۹  | ۱۳ | ۱۱ | ۱۲ | ۱۲ | ۱۱ | ۱۰ | ۹  | ۵  | ۸  | ۸  | ۸  | ۹  | ۹  | ۷  | ۸  | ۷  | ۷  | ۷  | ۸  | ۸  | ۸  | ۹  | ۹  | ۹  | ۷  | ۷  | ۷  | ۷  | ۷  | ۷  | ۶  |
| فورتونا      | ۴  | ۸  | ۱۲ | ۱۱ | ۱۳ | ۱۴ | ۱۵ | ۱۳ | ۱۴ | ۱۳ | ۱۳ | ۱۶ | ۱۵ | ۱۶ | ۱۶ | ۱۷ | ۱۶ | ۱۷ | ۱۸ | ۱۷ | ۱۶ | ۱۶ | ۱۶ | ۱۶ | ۱۶ | ۱۶ | ۱۶ | ۱۶ | ۱۶ | ۱۶ | ۱۶ | ۱۶ | ۱۶ | ۱۷ |
| هرتابرلین    | ۸  | ۱۱ | ۱۷ | ۱۸ | ۱۵ | ۱۰ | ۱۰ | ۱۰ | ۱۱ | ۱۱ | ۱۲ | ۱۵ | ۱۶ | ۱۵ | ۱۳ | ۱۳ | ۱۲ | ۱۴ | ۱۳ | ۱۳ | ۱۴ | ۱۳ | ۱۴ | ۱۴ | ۱۳ | ۱۲ | ۱۱ | ۱۰ | ۹  | ۹  | ۱۱ | ۱۱ | ۱۰ | ۱۰ |
| ماینتس       | ۱۶ | ۱۸ | ۱۸ | ۱۶ | ۱۷ | ۱۶ | ۱۳ | ۱۷ | ۱۳ | ۱۵ | ۱۶ | ۱۳ | ۱۲ | ۱۳ | ۱۴ | ۱۴ | ۱۴ | ۱۵ | ۱۵ | ۱۵ | ۱۵ | ۱۵ | ۱۵ | ۱۵ | ۱۵ | ۱۵ | ۱۵ | ۱۵ | ۱۵ | ۱۵ | ۱۵ | ۱۵ | ۱۳ | ۱۳ |
| فرایبورگ     | ۳  | ۲  | ۶  | ۳  | ۴  | ۳  | ۴  | ۶  | ۳  | ۵  | ۴  | ۴  | ۶  | ۵  | ۶  | ۶  | ۸  | ۷  | ۸  | ۸  | ۸  | ۷  | ۹  | ۹  | ۸  | ۷  | ۷  | ۸  | ۸  | ۸  | ۸  | ۸  | ۸  | ۸  |
| شالکه        | ۱۰ | ۱۲ | ۹  | ۶  | ۵  | ۴  | ۶  | ۷  | ۷  | ۶  | ۷  | ۵  | ۳  | ۴  | ۴  | ۵  | ۵  | ۵  | ۶  | ۶  | ۶  | ۶  | ۶  | ۶  | ۶  | ۸  | ۸  | ۹  | ۱۰ | ۱۰ | ۹  | ۱۰ | ۱۱ | ۱۲ |
| آگسبورگ      | ۱۷ | ۱۳ | ۱۶ | ۱۴ | ۱۲ | ۱۳ | ۱۴ | ۱۶ | ۱۷ | ۱۶ | ۱۵ | ۱۲ | ۱۴ | ۱۲ | ۱۱ | ۱۰ | ۱۰ | ۱۰ | ۱۲ | ۱۰ | ۱۲ | ۱۱ | ۱۲ | ۱۳ | ۱۴ | ۱۴ | ۱۳ | ۱۳ | ۱۳ | ۱۳ | ۱۳ | ۱۴ | ۱۵ | ۱۵ |
| کلن          | ۱۳ | ۱۷ | ۱۴ | ۱۵ | ۱۶ | ۱۷ | ۱۷ | ۱۵ | ۱۶ | ۱۷ | ۱۷ | ۱۷ | ۱۷ | ۱۸ | ۱۷ | ۱۵ | ۱۵ | ۱۳ | ۱۴ | ۱۴ | ۱۳ | ۱۴ | ۱۳ | ۱۲ | ۱۰ | ۱۰ | ۱۰ | ۱۱ | ۱۲ | ۱۲ | ۱۲ | ۱۳ | ۱۴ | ۱۴ |
| پادربورن     | ۱۲ | ۱۵ | ۱۵ | ۱۷ | ۱۸ | ۱۸ | ۱۸ | ۱۸ | ۱۸ | ۱۸ | ۱۸ | ۱۸ | ۱۸ | ۱۷ | ۱۸ | ۱۸ | ۱۸ | ۱۸ | ۱۷ | ۱۸ | ۱۸ | ۱۸ | ۱۸ | ۱۸ | ۱۸ | ۱۸ | ۱۸ | ۱۸ | ۱۸ | ۱۸ | ۱۸ | ۱۸ | ۱۸ | ۱۸ |
| یونیون برلین | ۱۸ | ۱۴ | ۱۱ | ۱۲ | ۱۴ | ۱۵ | ۱۶ | ۱۴ | ۱۵ | ۱۴ | ۱۱ | ۱۱ | ۱۱ | ۱۰ | ۱۰ | ۱۱ | ۱۱ | ۱۲ | ۱۱ | ۱۲ | ۱۱ | ۱۲ | ۱۰ | ۱۱ | ۱۲ | ۱۳ | ۱۴ | ۱۴ | ۱۴ | ۱۴ | ۱۴ | ۱۲ | ۱۲ | ۱۱ |

#### راهنمای جدول
| جام مایسترشل | قهرمان و کسب سهمیه شرکت در مرحله گروهی لیگ قهرمانان اروپا ۲۱–۲۰۲۰ |
|              | کسب سهمیه شرکت در مرحله گروهی لیگ قهرمانان اروپا ۲۱–۲۰۲۰          |
|              | کسب سهمیه شرکت در مرحله گروهی لیگ اروپا                           |
|              | کسب سهمیه شرکت در دور دوم مقدماتی لیگ اروپا                       |
|              | شرکت در بازی پلی آف سقوط                                          |
|              | سقوط به بوندسلیگا .۲                                              |

### امتیاز براساس هفته
| تیم          | ۱ | ۲ | ۳ | ۴  | ۵  | ۶  | ۷  | ۸  | ۹  | ۱۰ | ۱۱ | ۱۲ | ۱۳ | ۱۴ | ۱۵ | ۱۶ | ۱۷ | ۱۸ | ۱۹ | ۲۰ | ۲۱  | ۲۲ | ۲۳ | ۲۴  | ۲۵ | ۲۶  | ۲۷ | ۲۸ | ۲۹ | ۳۰  | ۳۱ | ۳۲ | ۳۳ | ۳۴ |
| تیم          |   |   |   |    |    |    |    |    |    |    |    |    |    |    |    |    |    |    |    |    |     |    |    |     |    |     |    |    |    |     |    |    |    |    |
| ------------ | - | - | - | -- | -- | -- | -- | -- | -- | -- | -- | -- | -- | -- | -- | -- | -- | -- | -- | -- | --- | -- | -- | --- | -- | --- | -- | -- | -- | --- | -- | -- | -- | -- |
| آگسبورگ      | ۰ | ۱ | ۱ | ۴  | ۵  | ۵  | ۵  | ۶  | ۷  | ۷  | ۱۰ | ۱۳ | ۱۴ | ۱۷ | ۲۰ | ۲۳ | ۲۳ | ۲۳ | ۲۳ | ۲۶ | ۲۶  | ۲۷ | ۲۷ | ۲۷  | ۲۷ | ۲۷  | ۳۰ | ۳۱ | ۳۱ | ۳۲  | ۳۵ | ۳۵ | ۳۶ | ۳۶ |
| لورکوزن      | ۳ | ۶ | ۷ | ۷  | ۱۰ | ۱۳ | ۱۴ | ۱۴ | ۱۵ | ۱۵ | ۱۸ | ۱۹ | ۲۲ | ۲۵ | ۲۵ | ۲۵ | ۲۸ | ۳۱ | ۳۴ | ۳۴ | ۳۷  | ۴۰ | ۴۳ | ۴۴  | ۴۷ | ۵۰  | ۵۳ | ۵۳ | ۵۶ | ۵۶  | ۵۷ | ۶۰ | ۶۰ | ۶۳ |
| بایرن        | ۱ | ۴ | ۷ | ۸  | ۱۱ | ۱۴ | ۱۴ | ۱۵ | ۱۸ | ۱۸ | ۲۱ | ۲۴ | ۲۴ | ۲۴ | ۲۷ | ۳۰ | ۳۳ | ۳۶ | ۳۹ | ۴۲ | ۴۳  | ۴۶ | ۴۹ | ۵۲  | ۵۵ | ۵۸  | ۶۱ | ۶۴ | ۶۷ | ۷۰  | ۷۳ | ۷۶ | ۷۹ | ۸۲ |
| دورتموند     | ۳ | ۶ | ۶ | ۹  | ۱۰ | ۱۱ | ۱۲ | ۱۵ | ۱۶ | ۱۹ | ۱۹ | ۲۰ | ۲۳ | ۲۶ | ۲۹ | ۳۰ | ۳۰ | ۳۳ | ۳۶ | ۳۹ | ۳۹  | ۴۲ | ۴۵ | ۴۸  | ۵۱ | ۵۴  | ۵۷ | ۵۷ | ۶۰ | ۶۳  | ۶۶ | ۶۶ | ۶۹ | ۶۹ |
| مونشنگلادباخ | ۱ | ۴ | ۴ | ۷  | ۱۰ | ۱۳ | ۱۶ | ۱۶ | ۱۹ | ۲۲ | ۲۵ | ۲۵ | ۲۸ | ۳۱ | ۳۱ | ۳۴ | ۳۵ | ۳۵ | ۳۸ | ۳۹ | ۳۹* | ۴۲ | ۴۳ | ۴۶  | ۴۶ | ۵۲* | ۵۲ | ۵۳ | ۵۶ | ۵۶  | ۵۶ | ۵۹ | ۶۲ | ۶۵ |
| کلن          | ۰ | ۰ | ۳ | ۳  | ۳  | ۳  | ۴  | ۷  | ۷  | ۷  | ۷  | ۷  | ۸  | ۸  | ۱۱ | ۱۴ | ۱۷ | ۲۰ | ۲۰ | ۲۳ | ۲۳  | ۲۳ | ۲۶ | ۲۹  | ۳۲ | ۳۳  | ۳۴ | ۳۴ | ۳۴ | ۳۵  | ۳۵ | ۳۵ | ۳۶ | ۳۶ |
| آینتراخت     | ۳ | ۳ | ۶ | ۶  | ۷  | ۱۰ | ۱۱ | ۱۴ | ۱۴ | ۱۷ | ۱۷ | ۱۷ | ۱۷ | ۱۸ | ۱۸ | ۱۸ | ۱۸ | ۲۱ | ۲۴ | ۲۵ | ۲۸  | ۲۸ | ۲۸ | ۲۸* | ۲۸ | ۲۸  | ۲۸ | ۲۹ | ۳۲ | ۳۵* | ۳۸ | ۴۱ | ۴۲ | ۴۵ |
| دوسلدورف     | ۳ | ۳ | ۳ | ۴  | ۴  | ۴  | ۴  | ۷  | ۷  | ۱۰ | ۱۱ | ۱۱ | ۱۲ | ۱۲ | ۱۲ | ۱۲ | ۱۵ | ۱۵ | ۱۵ | ۱۶ | ۱۷  | ۱۷ | ۲۰ | ۲۱  | ۲۲ | ۲۳  | ۲۴ | ۲۷ | ۲۷ | ۲۸  | ۲۸ | ۲۹ | ۳۰ | ۳۰ |
| فرایبورگ     | ۳ | ۶ | ۶ | ۹  | ۱۰ | ۱۳ | ۱۴ | ۱۴ | ۱۷ | ۱۸ | ۲۱ | ۲۲ | ۲۲ | ۲۵ | ۲۵ | ۲۵ | ۲۶ | ۲۹ | ۲۹ | ۲۹ | ۳۲  | ۳۳ | ۳۳ | ۳۳  | ۳۶ | ۳۷  | ۳۷ | ۳۸ | ۳۸ | ۴۱  | ۴۲ | ۴۵ | ۴۵ | ۴۸ |
| هرتا برلین   | ۱ | ۱ | ۱ | ۱  | ۴  | ۷  | ۱۰ | ۱۱ | ۱۱ | ۱۱ | ۱۱ | ۱۱ | ۱۱ | ۱۲ | ۱۵ | ۱۸ | ۱۹ | ۱۹ | ۲۲ | ۲۳ | ۲۳  | ۲۶ | ۲۶ | ۲۷  | ۲۸ | ۳۱  | ۳۴ | ۳۵ | ۳۸ | ۳۸  | ۳۸ | ۳۸ | ۴۱ | ۴۱ |
| هوفنهایم     | ۰ | ۳ | ۴ | ۴  | ۵  | ۵  | ۸  | ۱۱ | ۱۴ | ۱۷ | ۲۰ | ۲۰ | ۲۱ | ۲۱ | ۲۱ | ۲۴ | ۲۷ | ۲۷ | ۳۰ | ۳۳ | ۳۳  | ۳۳ | ۳۴ | ۳۴  | ۳۵ | ۳۵  | ۳۶ | ۳۹ | ۴۲ | ۴۳  | ۴۳ | ۴۶ | ۴۹ | ۵۲ |
| ماینتس       | ۰ | ۰ | ۰ | ۳  | ۳  | ۳  | ۶  | ۶  | ۹  | ۹  | ۹  | ۱۲ | ۱۵ | ۱۵ | ۱۵ | ۱۸ | ۱۸ | ۱۸ | ۱۸ | ۱۸ | ۲۱  | ۲۲ | ۲۲ | ۲۵  | ۲۶ | ۲۷  | ۲۷ | ۲۸ | ۲۸ | ۳۱  | ۳۱ | ۳۴ | ۳۷ | ۳۷ |
| پادربورن     | ۰ | ۰ | ۱ | ۱  | ۱  | ۱  | ۱  | ۱  | ۴  | ۴  | ۴  | ۵  | ۵  | ۸  | ۹  | ۹  | ۱۲ | ۱۲ | ۱۵ | ۱۵ | ۱۶  | ۱۶ | ۱۶ | ۱۶  | ۱۶ | ۱۷  | ۱۸ | ۱۹ | ۱۹ | ۲۰  | ۲۰ | ۲۰ | ۲۰ | ۲۰ |
| لایپزیگ      | ۳ | ۶ | ۹ | ۱۰ | ۱۳ | ۱۳ | ۱۴ | ۱۵ | ۱۵ | ۱۸ | ۲۱ | ۲۴ | ۲۷ | ۳۰ | ۳۳ | ۳۴ | ۳۷ | ۴۰ | ۴۰ | ۴۱ | ۴۲  | ۴۵ | ۴۸ | ۴۹  | ۵۰ | ۵۱  | ۵۴ | ۵۵ | ۵۸ | ۵۹  | ۶۲ | ۶۳ | ۶۳ | ۶۶ |
| شالکه ۰۴     | ۱ | ۱ | ۴ | ۷  | ۱۰ | ۱۳ | ۱۴ | ۱۴ | ۱۵ | ۱۸ | ۱۹ | ۲۲ | ۲۵ | ۲۵ | ۲۸ | ۲۹ | ۳۰ | ۳۳ | ۳۳ | ۳۴ | ۳۵  | ۳۶ | ۳۶ | ۳۶  | ۳۷ | ۳۷  | ۳۷ | ۳۷ | ۳۷ | ۳۸  | ۳۹ | ۳۹ | ۳۹ | ۳۹ |
| یونیون       | ۰ | ۱ | ۴ | ۴  | ۴  | ۴  | ۴  | ۷  | ۷  | ۱۰ | ۱۳ | ۱۶ | ۱۶ | ۱۹ | ۲۰ | ۲۰ | ۲۰ | ۲۰ | ۲۳ | ۲۳ | ۲۶  | ۲۶ | ۲۹ | ۳۰  | ۳۰ | ۳۰  | ۳۰ | ۳۱ | ۳۱ | ۳۲  | ۳۵ | ۳۸ | ۳۸ | ۴۱ |
| وردربرمن     | ۰ | ۰ | ۳ | ۶  | ۶  | ۷  | ۸  | ۹  | ۱۰ | ۱۱ | ۱۱ | ۱۱ | ۱۴ | ۱۴ | ۱۴ | ۱۴ | ۱۴ | ۱۷ | ۱۷ | ۱۷ | ۱۷  | ۱۷ | ۱۷ | ۱۷  | ۱۸ | ۱۸  | ۲۱ | ۲۲ | ۲۵ | ۲۵  | ۲۸ | ۲۸ | ۲۸ | ۳۱ |
| ولفسبورگ     | ۳ | ۶ | ۷ | ۸  | ۹  | ۱۲ | ۱۵ | ۱۶ | ۱۷ | ۱۷ | ۱۷ | ۲۰ | ۲۰ | ۲۰ | ۲۳ | ۲۴ | ۲۴ | ۲۴ | ۲۴ | ۲۷ | ۲۸  | ۳۱ | ۳۴ | ۳۵  | ۳۶ | ۳۹  | ۳۹ | ۴۲ | ۴۲ | ۴۵  | ۴۶ | ۴۶ | ۴۹ | ۴۹ |

### جدول تلاقی نتایج
جدول زیر نتایج همه بازی‌های این فصل را نشان می‌دهد. تیم میزبان در ستون سمت راست، و تیم مهمان در ردیف بالا ذکر شده‌است.
| ۲۰۱۹/۲۰ | بایرن | دورتموند | لایپزیگ | بایر لورکوزن | مونشن‌گلادباخ | وولفسبورگ |      | وردربرمن | هوفنهایم | فورتونا | هرتابرلین | ماینتس | فرایبورگ | شالکه | آگسبورگ | کلن  | پادربورن |      |
| --- | ----- | -------- | ------- | ------------ | ------------ | --------- | ---- | -------- | -------- | ------- | --------- | ------ | -------- | ----- | ------- | ---- | -------- | ---- |
| بایرن مونیخ |       | ۰:۴      | ۰:۰     | ۲:۱          | *۱:۲         | ۰:۲       | *۲:۵ | ۱:۶      | ۲:۱      | *۰:۵    | ۲:۲       | ۱:۶    | *۱:۳     | ۰:۵   | ۰:۲     | ۰:۴  | ۲:۳      | ۱:۲  |
| دورتموند | *۱:۰  |          | ۳:۳     | ۰:۴          | ۰:۱          | ۰:۳       | ۰:۴  | ۲:۲      | *۴:۰     | ۰:۵     | *۰:۱      | *۲:۰   | ۰:۱      | *۰:۴  | ۱:۵     | ۱:۵  | ۳:۳      | ۰:۵  |
| لایپزیگ | ۱:۱   | *۲:۰     |         | ۱:۱          | ۲:۲          | ۱:۱       | ۱:۲  | ۰:۳      | ۱:۳      | * ۲:۲   | *۲:۲      | ۰:۸    | *۱:۱     | ۳:۱   | ۱:۳     | ۱:۴  | *۱:۱     | ۱:۳  |
| بایر لورکوزن | *۴:۲  | ۳:۴      | ۱:۱     |              | ۲:۱          | *۴:۱      | ۰:۴  | ۲:۲      | ۰:۰      | ۰:۳     | ۱:۰       | *۰:۱   | ۱:۱      | ۱:۲   | ۰:۲     | *۱:۳ | ۲:۳      | ۰:۲  |
| گلادباخ | ۱:۲   | ۲:۱      | ۳:۱     | *۳:۱         |              | *۰:۳      | ۲:۴  | ۱:۳      | ۱:۱      | ۱:۲     | *۱:۲      | ۱:۳    | ۲:۴      | ۰:۰   | ۱:۵     | *۱:۲ | ۰:۲      | *۱:۴ |
| وولفسبورگ | *۴:۰  | *۲:۰     | ۰:۰     | ۲:۰          | ۱:۲          |           | *۲:۱ | ۳:۲      | ۱:۱      | ۱:۱     | ۲:۱       | ۰:۴    | *۲:۲     | ۱:۱   | ۰:۰     | ۱:۲  | ۱:۱      | ۰:۱  |
| آینتراخت | ۱:۵   | ۲:۲      | ۰:۲     | ۰:۳          | **۳:۱        | ۲:۰       |      | ۲:۲      | ۰:۱      | ۱:۲     | ۲:۲       | *۲:۰   | *۳:۳     | *۱:۲  | ۰:۵     | ۴:۲  | *۲:۳     | ۲:۱  |
| وردربرمن | *۱:۰  | ۲:۰      | ۳:۰     | *۴:۱         | *۰:۰         | *۱:۰      | *۳:۰ |          | ۳:۰      | ۳:۱     | ۱:۱       | ۵:۰    | ۲:۲      | ۲:۱   | ۲:۳     | *۱:۶ | ۱:۰      | ۲:۰  |
| هوفنهایم | ۶:۰   | ۱:۲      | *۲:۰    | ۱:۲          | ۳:۰          | ۳:۲       | ۲:۱  | ۲:۳      |          | ۱:۱     | *۳:۰      | ۵:۱    | ۳:۰      | ۰:۲   | ۴:۲     | *۱:۳ | ۰:۳      | *۰:۴ |
| فورتونا | ۴:۰   | *۱:۰     | ۳:۰     | ۳:۱          | ۴:۱          | ۱:۱       | ۱:۱  | ۱:۰      | *۲:۲     |         | ۳:۳       | ۰:۱    | ۲:۱      | *۱:۲  | *۱:۱    | ۰:۲  | *۰:۰     | ۱:۲  |
| هرتابرلین | ۴:۰   | ۲:۱      | ۴:۲     | *۰:۲         | ۰:۰          | ۳:۰       | *۴:۱ | ۲:۲      | ۳:۲      | ۱:۳     |           | ۳:۱    | ۰:۱      | ۰:۰   | *۰:۲    | ۵:۰  | ۱:۲      | *۰:۴ |
| ماینتس | ۳:۱   | ۴:۰      | *۵:۰    | ۱:۰          | ۳:۱          | ۱:۰       | ۱:۲  | *۱:۳     | *۱:۰     | ۱:۱     | ۱:۲       |        | ۲:۱      | ۰:۰   | *۱:۰    | ۱:۳  | ۰:۲      | ۳:۲  |
| فرایبورگ | ۳:۱   | ۲:۲      | ۱:۲     | *۱:۰         | *۰:۱         | ۰:۱       | ۰:۱  | *۱:۰     | ۰:۱      | ۲:۰     | *۱:۲      | ۰:۳    |          | *۰:۴  | ۱:۱     | ۲:۱  | ۲:۰      | ۱:۳  |
| شالکه | ۳:۰   | ۰:۰      | ۵:۰     | *۱:۱         | ۰:۲          | *۴:۱      | ۰:۱  | *۱:۰     | ۱:۱      | ۳:۳     | ۰:۳       | ۱:۲    | ۲:۲      |       | *۳:۰    | ۱:۱  | ۱:۱      | ۱:۲  |
| آگسبورگ | ۲:۲   | ۵:۳      | *۲:۱    | ۳:۰          | ۳:۲          | *۲:۱      | ۱:۲  | ۱:۲      | *۳:۱     | ۰:۳     | ۰:۴       | ۱:۲    | ۱:۱      | ۳:۲   |         | *۱:۱ | *۰:۰     | ۱:۱  |
| کلن | ۴:۱   | ۳:۱      | *۴:۲    | ۰:۲          | ۱:۰          | ۱:۳       | *۱:۱ | ۰:۱      | ۲:۱      | *۲:۲    | ۴:۰       | *۲:۲   | ۰:۴      | ۰:۳   | ۱:۱     |      | ۰:۳      | *۲:۱ |
| پادربورن | ۳:۲   | *۶:۱     | ۳:۲     | ۴:۱          | *۳:۱         | ۴:۲       | ۱:۲  | *۵:۱     | *۱:۱     | ۰:۲     | ۲:۱       | ۲:۱    | ۳:۱      | ۵:۱   | ۱:۰     | ۲:۱  |          | ۱:۱  |
| یونیون برلین | *۲:۰  | ۱:۳      | ۴:۰     | ۳:۲          | ۰:۲          | ۲:۲       | ۲:۱  | ۲:۱      | ۲:۰      | *۰:۳    | ۰:۱       | *۱:۱   | ۰:۲      | *۱:۱  | ۰:۲     | ۰:۲  | *۰:۱     |      |
| * به دلیل همه‌گیری ویروس کرونا، بازی‌های هفته ۲۶ تا ۳۴ توسط DFL به تعویق افتاد و از ۱۶ مه ۲۰۲۰ بدون حضور تماشاگران از سر گرفته شد. |       |          |         |              |              |           |      |          |          |         |           |        |          |       |         |      |          |      |

### تقویم لیگ
- زمان‌ها با منطقه زمانی آلمان (به زمان اروپای مرکزی) مطابقت دارند: UTC +۱ در زمان استاندارد و UTC +۲ در وقت تابستان.

#### نیم فصل اول
| بایرن مونیخ         | ۲ - ۲                                                    | هرتابرلین        | آلیانتس آرنا       | ۱۶ اوت | ۲۰:۳۰ |
| دورتموند            | ۵ - ۱                                                    | آگسبورگ          | سیگنال ایدونا پارک | ۱۷ اوت | ۱۵:۳۰ |
| بایر لورکوزن        | ۳ - ۲                                                    | پادربورن         | بای‌آرنا            | ۱۷ اوت | ۱۵:۳۰ |
| وولفسبورگ           | ۲ - ۱                                                    | کلن              | فولکس‌واگن آرنا     | ۱۷ اوت | ۱۵:۳۰ |
| وردر برمن           | ۱ - ۳                                                    | فورتونا دوسلدورف | وزراشتادیون        | ۱۷ اوت | ۱۵:۳۰ |
| فرایبورگ            | ۳ - ۰ بایگانی‌شده در ۸ فوریه ۲۰۲۱ توسط Wayback Machine    | ماینتس           | شوارتزوالد         | ۱۷ اوت | ۱۵:۳۰ |
| بروسیا مونشن‌گلادباخ | ۰ - ۰ بایگانی‌شده در ۱۹ سپتامبر ۲۰۲۰ توسط Wayback Machine | شالکه            | بروسیا دورتموند    | ۱۷ اوت | ۱۸:۳۰ |
| آینتراخت فرانکفورت  | ۱ - ۰ بایگانی‌شده در ۱۲ ژوئن ۲۰۲۰ توسط Wayback Machine    | هوفنهایم         | کومرتسبانک آرنا    | ۱۸ اوت | ۱۵:۳۰ |
| یونیون برلین        | ۰ - ۴                                                    | لایپزیگ          | آلتن فورستری       | ۱۸ اوت | ۱۸:۰۰ |

| کلن              | ۱ - ۳                                                | دورتموند            | راین انرژی       | ۲۳ اوت | ۲۰:۳۰ |
| هوفنهایم         | ۳ - ۲ بایگانی‌شده در ۲۵ اوت ۲۰۱۹ توسط Wayback Machine | وردر برمن           | راین نکر آرنا    | ۲۴ اوت | ۱۵:۳۰ |
| فورتونا دوسلدورف | ۱ - ۳                                                | بایر لورکوزن        | مرکور اشپیل-آرنا | ۲۴ اوت | ۱۵:۳۰ |
| ماینتس           | ۱ - ۳ بایگانی‌شده در ۲۵ اوت ۲۰۱۹ توسط Wayback Machine | بروسیا مونشن‌گلادباخ | اپل آرنا         | ۲۴ اوت | ۱۵:۳۰ |
| آگسبورگ          | ۱ - ۱                                                | یونیون برلین        | آگسبورگ آرنا     | ۲۴ اوت | ۱۵:۳۰ |
| پادربورن         | ۱ - ۳ بایگانی‌شده در ۲۵ اوت ۲۰۱۹ توسط Wayback Machine | فرایبورگ            | بنتلر آرنا       | ۲۴ اوت | ۱۵:۳۰ |
| شالکه            | ۰ - ۳                                                | بایرن مونیخ         | فلتینس آرنا      | ۲۴ اوت | ۱۸:۳۰ |
| لایپزیگ          | ۲ - ۱                                                | آینتراخت فرانکفورت  | ردبول آرنا       | ۲۵ اوت | ۱۵:۳۰ |
| هرتابرلین        | ۰ - ۳                                                | وولفسبورگ           | المپیک           | ۲۵ اوت | ۱۸:۰۰ |

| بروسیا مونشن‌گلادباخ | ۱ - ۳ بایگانی‌شده در ۳۰ نوامبر ۲۰۲۰ توسط Wayback Machine | لایپزیگ          | بروسیا دورتموند | ۳۰ اوت    | ۲۰:۳۰ |
| بایرن مونیخ         | ۶ - ۱                                                   | ماینتس           | آلیانتس آرنا    | ۳۱ اوت    | ۱۵:۳۰ |
| بایر لورکوزن        | ۰ - ۰ بایگانی‌شده در ۲۷ نوامبر ۲۰۲۰ توسط Wayback Machine | هوفنهایم         | بای‌آرنا         | ۳۱ اوت    | ۱۵:۳۰ |
| وولفسبورگ           | ۱ - ۱                                                   | پادربورن         | فولکس‌واگن آرنا  | ۳۱ اوت    | ۱۵:۳۰ |
| فرایبورگ            | ۱ - ۲ بایگانی‌شده در ۵ سپتامبر ۲۰۱۹ توسط Wayback Machine | کلن              | شوارتزوالد      | ۳۱ اوت    | ۱۵:۳۰ |
| شالکه               | ۳ - ۰                                                   | هرتابرلین        | فلتینس آرنا     | ۳۱ اوت    | ۱۵:۳۰ |
| یونیون برلین        | ۳ - ۱                                                   | دورتموند         | آلتن فورستری    | ۳۱ اوت    | ۱۸:۳۰ |
| وردر برمن           | ۳ - ۲                                                   | آگسبورگ          | وزراشتادیون     | ۱ سپتامبر | ۱۵:۳۰ |
| آینتراخت فرانکفورت  | ۲ - ۱                                                   | فورتونا دوسلدورف | کومرتسبانک آرنا | ۱ سپتامبر | ۱۸:۰۰ |

| فورتونا دوسلدورف | ۱ - ۱                                                    | وولفسبورگ           | مرکور اشپیل-آرنا   | ۱۳ سپتامبر | ۲۰:۳۰ |
| دورتموند         | ۴ - ۰                                                    | بایر لورکوزن        | سیگنال ایدونا پارک | ۱۴ سپتامبر | ۱۵:۳۰ |
| ماینتس           | ۲ - ۱                                                    | هرتابرلین           | اپل آرنا           | ۱۴ سپتامبر | ۱۵:۳۰ |
| آگسبورگ          | ۲ - ۱                                                    | آینتراخت فرانکفورت  | آگسبورگ آرنا       | ۱۴ سپتامبر | ۱۵:۳۰ |
| کلن              | ۰ - ۱ بایگانی‌شده در ۱۳ ژوئن ۲۰۲۱ توسط Wayback Machine    | بروسیا مونشن‌گلادباخ | راین انرژی         | ۱۴ سپتامبر | ۱۵:۳۰ |
| یونیون برلین     | ۱ - ۲                                                    | وردر برمن           | آلتن فورستری       | ۱۴ سپتامبر | ۱۵:۳۰ |
| لایپزیگ          | ۱ - ۱                                                    | بایرن مونیخ         | ردبول آرنا         | ۱۴ سپتامبر | ۱۸:۳۰ |
| هوفنهایم         | ۰ - ۳ بایگانی‌شده در ۲۱ سپتامبر ۲۰۱۹ توسط Wayback Machine | فرایبورگ            | راین نکر آرنا      | ۱۵ سپتامبر | ۱۵:۳۰ |
| پادربورن         | ۱ - ۵                                                    | شالکه               | بنتلر آرنا         | ۱۵ سپتامبر | ۱۸:۰۰ |

| شالکه               | ۲ - ۱                                                    | ماینتس           | فلتینس آرنا     | ۲۰ سپتامبر | ۲۰:۳۰ |
| بایرن مونیخ         | ۴ - ۰                                                    | کلن              | آلیانتس آرنا    | ۲۱ سپتامبر | ۱۵:۳۰ |
| بایر لورکوزن        | ۲ - ۰                                                    | یونیون برلین     | بای‌آرنا         | ۲۱ سپتامبر | ۱۵:۳۰ |
| هرتابرلین           | ۲ - ۱                                                    | پادربورن         | المپیک          | ۲۱ سپتامبر | ۱۵:۳۰ |
| فرایبورگ            | ۱ - ۱ بایگانی‌شده در ۲۲ سپتامبر ۲۰۱۹ توسط Wayback Machine | آگسبورگ          | شوارتزوالد      | ۲۱ سپتامبر | ۱۵:۳۰ |
| وردر برمن           | ۰ - ۳                                                    | لایپزیگ          | وزراشتادیون     | ۲۱ سپتامبر | ۱۸:۳۰ |
| بروسیا مونشن‌گلادباخ | ۲ - ۱ بایگانی‌شده در ۲۸ آوریل ۲۰۲۱ توسط Wayback Machine   | فورتونا دوسلدورف | بروسیا دورتموند | ۲۲ سپتامبر | ۱۵:۳۰ |
| آینتراخت فرانکفورت  | ۲ - ۲                                                    | دورتموند         | کومرتسبانک آرنا | ۲۲ سپتامبر | ۱۸:۰۰ |
| وولفسبورگ           | ۱ - ۱ بایگانی‌شده در ۲۴ سپتامبر ۲۰۱۹ توسط Wayback Machine | هوفنهایم         | فولکس‌واگن آرنا  | ۲۳ سپتامبر | ۲۰:۳۰ |

| یونیون برلین     | ۱ - ۲ | آینتراخت فرانکفورت  | آلتن فورستری       | ۲۷ سپتامبر | ۲۰:۳۰ |
| لایپزیگ          | ۱ - ۳ | شالکه               | ردبول آرنا         | ۲۸ سپتامبر | ۱۵:۳۰ |
| هوفنهایم         | ۰ - ۳ | بروسیا مونشن‌گلادباخ | راین نکر آرنا      | ۲۸ سپتامبر | ۱۵:۳۰ |
| ماینتس           | ۰ - ۱ | وولفسبورگ           | اپل آرنا           | ۲۸ سپتامبر | ۱۵:۳۰ |
| آگسبورگ          | ۰ - ۳ | بایر لورکوزن        | آگسبورگ آرنا       | ۲۸ سپتامبر | ۱۵:۳۰ |
| پادربورن         | ۲ - ۳ | بایرن مونیخ         | بنتلر آرنا         | ۲۸ سپتامبر | ۱۵:۳۰ |
| دورتموند         | ۲ - ۲ | وردر برمن           | سیگنال ایدونا پارک | ۲۸ سپتامبر | ۱۸:۳۰ |
| فورتونا دوسلدورف | ۱ - ۲ | فرایبورگ            | مرکور اشپیل-آرنا   | ۲۹ سپتامبر | ۱۵:۳۰ |
| کلن              | ۰ - ۴ | هرتابرلین           | راین انرژی         | ۲۹ سپتامبر | ۱۸:۰۰ |

| هرتابرلین           | ۳ - ۱                                                   | فورتونا دوسلدورف | المپیک برلین    | ۴ اکتبر | ۲۰:۳۰ |
| بایرن مونیخ         | ۱ - ۲                                                   | هوفنهایم         | آلیانتس آرنا    | ۵ اکتبر | ۱۵:۳۰ |
| بایر لورکوزن        | ۱ - ۱                                                   | لایپزیگ          | بای‌آرنا         | ۵ اکتبر | ۱۵:۳۰ |
| فرایبورگ            | ۲ - ۲ بایگانی‌شده در ۲۹ نوامبر ۲۰۲۰ توسط Wayback Machine | دورتموند         | شوارتزوالد      | ۵ اکتبر | ۱۵:۳۰ |
| پادربورن            | ۱ - ۲                                                   | ماینتس           | بنتلر آرنا      | ۵ اکتبر | ۱۵:۳۰ |
| شالکه               | ۱ - ۱                                                   | کلن              | فلتینس آرنا     | ۵ اکتبر | ۱۸:۳۰ |
| بروسیا مونشن‌گلادباخ | ۵ - ۱                                                   | آگسبورگ          | بروسیا دورتموند | ۶ اکتبر | ۱۳:۳۰ |
| وولفسبورگ           | ۱ - ۰                                                   | یونیون برلین     | فولکس‌واگن آرنا  | ۶ اکتبر | ۱۵:۳۰ |
| آینتراخت فرانکفورت  | ۲ - ۲                                                   | وردر برمن        | کومرتسبانک آرنا | ۶ اکتبر | ۱۸:۰۰ |

| آینتراخت فرانکفورت | ۳ - ۰                                                    | بایر لورکوزن        | کومرتسبانک آرنا    | ۱۸ اکتبر | ۲۰:۳۰ |
| لایپزیگ            | ۱ - ۱                                                    | وولفسبورگ           | ردبول آرنا         | ۱۹ اکتبر | ۱۵:۳۰ |
| وردر برمن          | ۱ - ۱                                                    | هرتابرلین           | وزراشتادیون        | ۱۹ اکتبر | ۱۵:۳۰ |
| فورتونا دوسلدورف   | ۱ - ۰                                                    | ماینتس              | مرکور اشپیل-آرنا   | ۱۹ اکتبر | ۱۵:۳۰ |
| آگسبورگ            | ۲ - ۲                                                    | بایرن مونیخ         | آگسبورگ آرنا       | ۱۹ اکتبر | ۱۵:۳۰ |
| یونیون برلین       | ۲ - ۰ بایگانی‌شده در ۲۰۱۹-۱۰-۲۰ توسط Wayback Machine      | فرایبورگ            | آلتن فورستری       | ۱۹ اکتبر | ۱۵:۳۰ |
| دورتموند           | ۱ - ۰ بایگانی‌شده در ۲۰ سپتامبر ۲۰۲۰ توسط Wayback Machine | بروسیا مونشن‌گلادباخ | سیگنال ایدونا پارک | ۱۹ اکتبر | ۱۸:۳۰ |
| کلن                | ۳ - ۰                                                    | پادربورن            | راین انرژی         | ۲۰ اکتبر | ۱۵:۳۰ |
| هوفنهایم           | ۲ - ۰ بایگانی‌شده در ۲۰۱۹-۱۰-۲۰ توسط Wayback Machine      | شالکه               | راین نکر آرنا      | ۲۰ اکتبر | ۱۸:۰۰ |

| ماینتس              | ۳ - ۱                                                   | کلن                | اپل آرنا        | ۲۵ اکتبر | ۲۰:۳۰ |
| بایرن مونیخ         | ۲ - ۱                                                   | یونیون برلین       | آلیانتس آرنا    | ۲۶ اکتبر | ۱۵:۳۰ |
| هرتابرلین           | ۲ - ۳ بایگانی‌شده در ۲۸ نوامبر ۲۰۱۹ توسط Wayback Machine | هوفنهایم           | المپیک برلین    | ۲۶ اکتبر | ۱۵:۳۰ |
| فرایبورگ            | ۲ - ۱ بایگانی‌شده در ۲۷ نوامبر ۲۰۲۰ توسط Wayback Machine | لایپزیگ            | شوارتزوالد      | ۲۶ اکتبر | ۱۵:۳۰ |
| شالکه               | ۰ - ۰                                                   | دورتموند           | فلتینس آرنا     | ۲۶ اکتبر | ۱۵:۳۰ |
| پادربورن            | ۲ - ۰                                                   | فورتونا دوسلدورف   | بنتلر آرنا      | ۲۶ اکتبر | ۱۵:۳۰ |
| بایر لورکوزن        | ۲ - ۲                                                   | وردر برمن          | بای‌آرنا         | ۲۶ اکتبر | ۱۸:۳۰ |
| وولفسبورگ           | ۰ - ۰                                                   | آگسبورگ            | فولکس‌واگن آرنا  | ۲۷ اکتبر | ۱۵:۳۰ |
| بروسیا مونشن‌گلادباخ | ۴ - ۲ بایگانی‌شده در ۲۸ نوامبر ۲۰۱۹ توسط Wayback Machine | آینتراخت فرانکفورت | بروسیا دورتموند | ۲۷ اکتبر | ۱۸:۰۰ |

| هوفنهایم           | ۳ - ۰ بایگانی‌شده در ۲۸ نوامبر ۲۰۱۹ توسط Wayback Machine | پادربورن            | راین نکر آرنا      | ۱ نوامبر | ۲۰:۳۰ |
| دورتموند           | ۳ - ۰                                                   | وولفسبورگ           | سیگنال ایدونا پارک | ۲ نوامبر | ۱۵:۳۰ |
| لایپزیگ            | ۸ - ۰                                                   | ماینتس              | ردبول آرنا         | ۲ نوامبر | ۱۵:۳۰ |
| بایر لورکوزن       | ۱ - ۲ بایگانی‌شده در ۳۰ نوامبر ۲۰۲۰ توسط Wayback Machine | بروسیا مونشن‌گلادباخ | بای‌آرنا            | ۲ نوامبر | ۱۵:۳۰ |
| آینتراخت فرانکفورت | ۵ - ۱                                                   | بایرن مونیخ         | کومرتسبانک آرنا    | ۲ نوامبر | ۱۵:۳۰ |
| وردر برمن          | ۲ - ۲ بایگانی‌شده در ۲۸ نوامبر ۲۰۱۹ توسط Wayback Machine | فرایبورگ            | وزراشتادیون        | ۲ نوامبر | ۱۵:۳۰ |
| یونیون برلین       | ۱ - ۰                                                   | هرتابرلین           | آلتن فورستری       | ۲ نوامبر | ۱۸:۳۰ |
| فورتونا دوسلدورف   | ۲ - ۰                                                   | کلن                 | مرکور اشپیل-آرنا   | ۳ نوامبر | ۱۵:۳۰ |
| آگسبورگ            | ۲ - ۳                                                   | شالکه               | آگسبورگ آرنا       | ۳ نوامبر | ۱۸:۰۰ |

| کلن                 | ۱ - ۲ بایگانی‌شده در ۲۸ نوامبر ۲۰۱۹ توسط Wayback Machine  | هوفنهایم           | راین انرژی      | ۸ نوامبر  | ۲۰:۳۰ |
| هرتابرلین           | ۲ - ۴                                                    | لایپزیگ            | المپیک برلین    | ۹ نوامبر  | ۱۵:۳۰ |
| ماینتس              | ۲ - ۳                                                    | یونیون برلین       | اپل آرنا        | ۹ نوامبر  | ۱۵:۳۰ |
| شالکه               | ۳ - ۳                                                    | فورتونا دوسلدورف   | فلتینس آرنا     | ۹ نوامبر  | ۱۵:۳۰ |
| پادربورن            | ۰ - ۱                                                    | آگسبورگ            | بنتلر آرنا      | ۹ نوامبر  | ۱۵:۳۰ |
| بایرن مونیخ         | ۴ - ۰                                                    | دورتموند           | آلیانتس آرنا    | ۹ نوامبر  | ۱۸:۳۰ |
| بروسیا مونشن‌گلادباخ | ۳ - ۱ بایگانی‌شده در ۲۰ سپتامبر ۲۰۲۰ توسط Wayback Machine | وردر برمن          | بروسیا دورتموند | ۱۰ نوامبر | ۱۳:۳۰ |
| وولفسبورگ           | ۰ - ۲                                                    | بایر لورکوزن       | فولکس‌واگن آرنا  | ۱۰ نوامبر | ۱۵:۳۰ |
| فرایبورگ            | ۱ - ۰ بایگانی‌شده در ۲۸ نوامبر ۲۰۱۹ توسط Wayback Machine  | آینتراخت فرانکفورت | شوارتزوالد      | ۱۰ نوامبر | ۱۸:۰۰ |

| دورتموند           | ۳ - ۳                                                   | پادربورن            | سیگنال ایدونا پارک | ۲۲ نوامبر | ۲۰:۳۰ |
| بایر لورکوزن       | ۱ - ۱ بایگانی‌شده در ۲۷ نوامبر ۲۰۲۰ توسط Wayback Machine | فرایبورگ            | بای‌آرنا            | ۲۳ نوامبر | ۱۵:۳۰ |
| آینتراخت فرانکفورت | ۰ - ۲                                                   | وولفسبورگ           | کومرتسبانک آرنا    | ۲۳ نوامبر | ۱۵:۳۰ |
| وردر برمن          | ۱ - ۲                                                   | شالکه               | وزراشتادیون        | ۲۳ نوامبر | ۱۵:۳۰ |
| فورتونا دوسلدورف   | ۰ - ۴                                                   | بایرن مونیخ         | مرکور اشپیل-آرنا   | ۲۳ نوامبر | ۱۵:۳۰ |
| یونیون برلین       | ۲ - ۰ بایگانی‌شده در ۶ دسامبر ۲۰۱۹ توسط Wayback Machine  | بروسیا مونشن‌گلادباخ | آلتن فورستری       | ۲۳ نوامبر | ۱۵:۳۰ |
| لایپزیگ            | ۴ - ۱                                                   | کلن                 | ردبول آرنا         | ۲۳ نوامبر | ۱۸:۳۰ |
| آگسبورگ            | ۴ - ۰                                                   | هرتابرلین           | آگسبورگ آرنا       | ۲۴ نوامبر | ۱۵:۳۰ |
| هوفنهایم           | ۱ - ۵ بایگانی‌شده در ۶ دسامبر ۲۰۱۹ توسط Wayback Machine  | ماینتس              | راین نکر آرنا      | ۲۴ نوامبر | ۱۸:۰۰ |

| شالکه               | ۲ - ۱                                                  | یونیون برلین       | فلتینس آرنا     | ۲۹ نوامبر | ۲۰:۳۰ |
| هوفنهایم            | ۱ - ۱ بایگانی‌شده در ۸ دسامبر ۲۰۱۹ توسط Wayback Machine | فورتونا دوسلدورف   | راین نکر آرنا   | ۳۰ نوامبر | ۱۵:۳۰ |
| هرتابرلین           | ۱ - ۲                                                  | دورتموند           | المپیک برلین    | ۳۰ نوامبر | ۱۵:۳۰ |
| کلن                 | ۱ - ۱                                                  | آگسبورگ            | راین انرژی      | ۳۰ نوامبر | ۱۵:۳۰ |
| پادربورن            | ۲ - ۳                                                  | لایپزیگ            | بنتلر آرنا      | ۳۰ نوامبر | ۱۵:۳۰ |
| بایرن مونیخ         | ۱ - ۲                                                  | بایر لورکوزن       | آلیانتس آرنا    | ۳۰ نوامبر | ۱۸:۳۰ |
| بروسیا مونشن‌گلادباخ | ۴ - ۲ بایگانی‌شده در ۸ دسامبر ۲۰۱۹ توسط Wayback Machine | فرایبورگ           | بروسیا دورتموند | ۱ دسامبر  | ۱۵:۳۰ |
| وولفسبورگ           | ۲ - ۳                                                  | وردر برمن          | فولکس‌واگن آرنا  | ۱ دسامبر  | ۱۸:۰۰ |
| ماینتس              | ۲ - ۱                                                  | آینتراخت فرانکفورت | اپل آرنا        | ۲ دسامبر  | ۲۰:۳۰ |

| آینتراخت فرانکفورت  | ۲ - ۲                                                   | هرتابرلین        | کومرتسبانک آرنا    | ۶ دسامبر | ۲۰:۳۰ |
| دورتموند            | ۵ - ۰                                                   | فورتونا دوسلدورف | سیگنال ایدونا پارک | ۷ دسامبر | ۱۵:۳۰ |
| لایپزیگ             | ۳ - ۱ بایگانی‌شده در ۸ دسامبر ۲۰۱۹ توسط Wayback Machine  | هوفنهایم         | ردبول آرنا         | ۷ دسامبر | ۱۵:۳۰ |
| بروسیا مونشن‌گلادباخ | ۲ - ۱ بایگانی‌شده در ۳۰ نوامبر ۲۰۲۰ توسط Wayback Machine | بایرن مونیخ      | بروسیا دورتموند    | ۷ دسامبر | ۱۵:۳۰ |
| فرایبورگ            | ۱ - ۰ بایگانی‌شده در ۸ دسامبر ۲۰۱۹ توسط Wayback Machine  | وولفسبورگ        | شوارتزوالد         | ۷ دسامبر | ۱۵:۳۰ |
| آگسبورگ             | ۲ - ۱                                                   | ماینتس           | آگسبورگ آرنا       | ۷ دسامبر | ۱۵:۳۰ |
| بایر لورکوزن        | ۲ - ۱                                                   | شالکه            | بای‌آرنا            | ۷ دسامبر | ۱۸:۳۰ |
| یونیون برلین        | ۲ - ۰                                                   | کلن              | آلتن فورستری       | ۸ دسامبر | ۱۵:۳۰ |
| وردر برمن           | ۰ - ۱                                                   | پادربورن         | وزراشتادیون        | ۸ دسامبر | ۱۸:۰۰ |

| هوفنهایم         | ۲ - ۴ | آگسبورگ             | راین نکر آرنا    | ۱۳ دسامبر | ۲۰:۳۰ |
| بایرن مونیخ      | ۶ - ۱ | وردر برمن           | آلیانتس آرنا     | ۱۴ دسامبر | ۱۵:۳۰ |
| هرتابرلین        | ۱ - ۰ | فرایبورگ            | المپیک برلین     | ۱۴ دسامبر | ۱۵:۳۰ |
| ماینتس           | ۰ - ۴ | دورتموند            | اپل آرنا         | ۱۴ دسامبر | ۱۵:۳۰ |
| کلن              | ۲ - ۰ | بایر لورکوزن        | راین انرژی       | ۱۴ دسامبر | ۱۵:۳۰ |
| پادربورن         | ۱ - ۱ | یونیون برلین        | بنتلر آرنا       | ۱۴ دسامبر | ۱۵:۳۰ |
| فورتونا دوسلدورف | ۰ - ۳ | لایپزیگ             | مرکور اشپیل-آرنا | ۱۴ دسامبر | ۱۸:۳۰ |
| وولفسبورگ        | ۲ - ۱ | بروسیا مونشن‌گلادباخ | فولکس‌واگن آرنا   | ۱۵ دسامبر | ۱۵:۳۰ |
| شالکه            | ۱ - ۰ | آینتراخت فرانکفورت  | فلتینس آرنا      | ۱۵ دسامبر | ۱۸:۰۰ |

| وردر برمن           | ۰ - ۵                                                   | ماینتس           | وزراشتادیون        | ۱۷ دسامبر | ۱۸:۳۰ |
| دورتموند            | ۳ - ۳                                                   | لایپزیگ          | سیگنال ایدونا پارک | ۱۷ دسامبر | ۲۰:۳۰ |
| آگسبورگ             | ۳ - ۰                                                   | فورتونا دوسلدورف | آگسبورگ آرنا       | ۱۷ دسامبر | ۲۰:۳۰ |
| یونیون برلین        | ۰ - ۲                                                   | هوفنهایم         | آلتن فورستری       | ۱۷ دسامبر | ۲۰:۳۰ |
| بایر لورکوزن        | ۰ - ۱                                                   | هرتابرلین        | بای‌آرنا            | ۱۸ دسامبر | ۱۸:۳۰ |
| بروسیا مونشن‌گلادباخ | ۲ - ۰                                                   | پادربورن         | بروسیا دورتموند    | ۱۸ دسامبر | ۲۰:۳۰ |
| وولفسبورگ           | ۱ - ۱                                                   | شالکه            | فولکس‌واگن آرنا     | ۱۸ دسامبر | ۲۰:۳۰ |
| آینتراخت فرانکفورت  | ۲ - ۴                                                   | کلن              | کومرتسبانک آرنا    | ۱۸ دسامبر | ۲۰:۳۰ |
| فرایبورگ            | ۱ - ۳ بایگانی‌شده در ۲۰ دسامبر ۲۰۱۹ توسط Wayback Machine | بایرن مونیخ      | شوارتزوالد         | ۱۸ دسامبر | ۲۰:۳۰ |

| هوفنهایم         | ۲ - ۱ بایگانی‌شده در ۲۷ نوامبر ۲۰۲۰ توسط Wayback Machine | دورتموند            | راین نکر آرنا    | ۲۰ دسامبر | ۲۰:۳۰ |
| بایرن مونیخ      | ۲ - ۰                                                   | وولفسبورگ           | آلیانتس آرنا     | ۲۱ دسامبر | ۱۵:۳۰ |
| لایپزیگ          | ۳ - ۱                                                   | آگسبورگ             | ردبول آرنا       | ۲۱ دسامبر | ۱۵:۳۰ |
| ماینتس           | ۰ - ۱                                                   | بایر لورکوزن        | اپل آرنا         | ۲۱ دسامبر | ۱۵:۳۰ |
| شالکه            | ۲ - ۲                                                   | فرایبورگ            | فلتینس آرنا      | ۲۱ دسامبر | ۱۵:۳۰ |
| کلن              | ۱ - ۰                                                   | وردر برمن           | راین انرژی       | ۲۱ دسامبر | ۱۵:۳۰ |
| هرتابرلین        | ۰ - ۰                                                   | بروسیا مونشن‌گلادباخ | المپیک برلین     | ۲۱ دسامبر | ۱۸:۳۰ |
| فورتونا دوسلدورف | ۲ - ۱                                                   | یونیون برلین        | مرکور اشپیل-آرنا | ۲۲ دسامبر | ۱۵:۳۰ |
| پادربورن         | ۲ - ۱                                                   | آینتراخت فرانکفورت  | بنتلر آرنا       | ۲۲ دسامبر | ۱۸:۰۰ |

#### نیم فصل دوم
| شالکه            | ۲ - ۰ بایگانی‌شده در ۲ فوریه ۲۰۲۱ توسط Wayback Machine   | بروسیا مونشن‌گلادباخ | فلتینس آرنا      | ۱۷ ژانویه | ۲۰:۳۰ |
| هوفنهایم         | ۱ - ۲ بایگانی‌شده در ۲۷ ژانویه ۲۰۲۰ توسط Wayback Machine | آینتراخت فرانکفورت  | راین نکر آرنا    | ۱۸ ژانویه | ۱۵:۳۰ |
| فورتونا دوسلدورف | ۰ - ۱                                                   | وردر برمن           | مرکور اشپیل-آرنا | ۱۸ ژانویه | ۱۵:۳۰ |
| ماینتس           | ۱ - ۲ بایگانی‌شده در ۲۷ ژانویه ۲۰۲۰ توسط Wayback Machine | فرایبورگ            | اپل آرنا         | ۱۸ ژانویه | ۱۵:۳۰ |
| آگسبورگ          | ۳ - ۵                                                   | دورتموند            | آگسبورگ آرنا     | ۱۸ ژانویه | ۱۵:۳۰ |
| کلن              | ۳ - ۱                                                   | وولفسبورگ           | راین انرژی       | ۱۸ ژانویه | ۱۵:۳۰ |
| لایپزیگ          | ۳ - ۱                                                   | یونیون برلین        | ردبول آرنا       | ۱۸ ژانویه | ۱۸:۳۰ |
| هرتابرلین        | ۰ - ۴                                                   | بایرن مونیخ         | المپیک برلین     | ۱۹ ژانویه | ۱۵:۳۰ |
| پادربورن         | ۱ - ۴                                                   | بایر لورکوزن        | بنتلر آرنا       | ۱۹ ژانویه | ۱۸:۰۰ |

| دورتموند            | ۵ - ۱                                                   | کلن              | سیگنال ایدونا پارک | ۲۴ ژانویه | ۲۰:۳۰ |
| بروسیا مونشن‌گلادباخ | ۳ - ۱ بایگانی‌شده در ۲۸ ژانویه ۲۰۲۰ توسط Wayback Machine | ماینتس           | بروسیا دورتموند    | ۲۵ ژانویه | ۱۵:۳۰ |
| وولفسبورگ           | ۱ - ۲                                                   | هرتابرلین        | فولکس‌واگن آرنا     | ۲۵ ژانویه | ۱۵:۳۰ |
| آینتراخت فرانکفورت  | ۲ - ۰                                                   | لایپزیگ          | کومرتسبانک آرنا    | ۲۵ ژانویه | ۱۵:۳۰ |
| فرایبورگ            | ۰ - ۲ بایگانی‌شده در ۲۸ ژانویه ۲۰۲۰ توسط Wayback Machine | پادربورن         | شوارتزوالد         | ۲۵ ژانویه | ۱۵:۳۰ |
| یونیون برلین        | ۲ - ۰                                                   | آگسبورگ          | آلتن فورستری       | ۲۵ ژانویه | ۱۵:۳۰ |
| بایرن مونیخ         | ۵ - ۰                                                   | شالکه            | آلیانتس آرنا       | ۲۵ ژانویه | ۱۸:۳۰ |
| وردر برمن           | ۰ - ۳ بایگانی‌شده در ۲۸ ژانویه ۲۰۲۰ توسط Wayback Machine | هوفنهایم         | وزراشتادیون        | ۲۶ ژانویه | ۱۵:۳۰ |
| بایر لورکوزن        | ۳ - ۰                                                   | فورتونا دوسلدورف | بای‌آرنا            | ۲۶ ژانویه | ۱۸:۰۰ |

| هرتابرلین        | ۰ - ۰ | شالکه               | المپیک برلین       | ۳۱ ژانویه | ۲۰:۳۰ |
| دورتموند         | ۵ - ۰ | یونیون برلین        | سیگنال ایدونا پارک | ۱ فوریه   | ۱۵:۳۰ |
| هوفنهایم         | ۲ - ۱ | بایر لورکوزن        | راین نکر آرنا      | ۱ فوریه   | ۱۵:۳۰ |
| فورتونا دوسلدورف | ۱ - ۱ | آینتراخت فرانکفورت  | مرکور اشپیل-آرنا   | ۱ فوریه   | ۱۵:۳۰ |
| ماینتس           | ۱ - ۳ | بایرن مونیخ         | اپل آرنا           | ۱ فوریه   | ۱۵:۳۰ |
| آگسبورگ          | ۲ - ۱ | وردر برمن           | آگسبورگ آرنا       | ۱ فوریه   | ۱۵:۳۰ |
| لایپزیگ          | ۲ - ۲ | بروسیا مونشن‌گلادباخ | ردبول آرنا         | ۱ فوریه   | ۱۸:۳۰ |
| کلن              | ۴ - ۰ | فرایبورگ            | راین انرژی         | ۲ فوریه   | ۱۵:۳۰ |
| پادربورن         | ۲ - ۴ | وولفسبورگ           | بنتلر آرنا         | ۲ فوریه   | ۱۸:۰۰ |

| آینتراخت فرانکفورت  | ۵ - ۰ | آگسبورگ          | کومرتسبانک آرنا | ۷ فوریه | ۲۰:۳۰ |
| وولفسبورگ           | ۱ - ۱ | فورتونا دوسلدورف | فولکس‌واگن آرنا  | ۸ فوریه | ۱۵:۳۰ |
| وردر برمن           | ۰ - ۲ | یونیون برلین     | وزراشتادیون     | ۸ فوریه | ۱۵:۳۰ |
| هرتابرلین           | ۱ - ۳ | ماینتس           | المپیک برلین    | ۸ فوریه | ۱۵:۳۰ |
| فرایبورگ            | ۱ - ۰ | هوفنهایم         | شوارتزوالد      | ۸ فوریه | ۱۵:۳۰ |
| شالکه               | ۱ - ۱ | پادربورن         | فلتینس آرنا     | ۸ فوریه | ۱۵:۳۰ |
| بایر لورکوزن        | ۴ - ۳ | دورتموند         | بای‌آرنا         | ۸ فوریه | ۱۸:۳۰ |
| بایرن مونیخ         | ۰ - ۰ | لایپزیگ          | آلیانتس آرنا    | ۹ فوریه | ۱۸:۰۰ |
| بروسیا مونشن‌گلادباخ | ۲ - ۱ | کلن              | بروسیا دورتموند | ۱۱ مارس | ۱۸:۳۰ |

| دورتموند         | ۴ - ۰ | آینتراخت فرانکفورت  | سیگنال ایدونا پارک | ۱۴ فوریه | ۲۰:۳۰ |
| لایپزیگ          | ۳ - ۰ | وردر برمن           | ردبول آرنا         | ۱۵ فوریه | ۱۵:۳۰ |
| هوفنهایم         | ۲ - ۳ | وولفسبورگ           | راین نکر آرنا      | ۱۵ فوریه | ۱۵:۳۰ |
| آگسبورگ          | ۱ - ۱ | فرایبورگ            | آگسبورگ آرنا       | ۱۵ فوریه | ۱۵:۳۰ |
| پادربورن         | ۱ - ۲ | هرتابرلین           | بنتلر آرنا         | ۱۵ فوریه | ۱۵:۳۰ |
| یونیون برلین     | ۲ - ۳ | بایر لورکوزن        | آلتن فورستری       | ۱۵ فوریه | ۱۵:۳۰ |
| فورتونا دوسلدورف | ۱ - ۴ | بروسیا مونشن‌گلادباخ | مرکور اشپیل-آرنا   | ۱۵ فوریه | ۱۸:۳۰ |
| کلن              | ۱ - ۴ | بایرن مونیخ         | راین انرژی         | ۱۶ فوریه | ۱۵:۳۰ |
| ماینتس           | ۰ - ۰ | شالکه               | اپل آرنا           | ۱۶ فوریه | ۱۸:۰۰ |

| بایرن مونیخ         | ۳ - ۲ | پادربورن         | آلیانتس آرنا    | ۲۱ فوریه | ۲۰:۳۰ |
| بروسیا مونشن‌گلادباخ | ۱ - ۱ | هوفنهایم         | بروسیا دورتموند | ۲۲ فوریه | ۱۵:۳۰ |
| وردر برمن           | ۰ - ۲ | دورتموند         | وزراشتادیون     | ۲۲ فوریه | ۱۵:۳۰ |
| هرتابرلین           | ۰ - ۵ | کلن              | المپیک برلین    | ۲۲ فوریه | ۱۵:۳۰ |
| فرایبورگ            | ۰ - ۲ | فورتونا دوسلدورف | شوارتزوالد      | ۲۲ فوریه | ۱۵:۳۰ |
| شالکه               | ۰ - ۵ | لایپزیگ          | فلتینس آرنا     | ۲۲ فوریه | ۱۸:۳۰ |
| بایر لورکوزن        | ۲ - ۰ | آگسبورگ          | بای‌آرنا         | ۲۳ فوریه | ۱۵:۳۰ |
| وولفسبورگ           | ۴ - ۰ | ماینتس           | فولکس‌واگن آرنا  | ۲۳ فوریه | ۱۸:۰۰ |
| آینتراخت فرانکفورت  | ۱ - ۲ | یونیون برلین     | کومرتسبانک آرنا | ۲۴ فوریه | ۲۰:۳۰ |

| فورتونا دوسلدورف | ۳ - ۳ | هرتابرلین           | مرکور اشپیل-آرنا   | ۲۸ فوریه | ۲۰:۳۰ |
| دورتموند         | ۱ - ۰ | فرایبورگ            | سیگنال ایدونا پارک | ۲۹ فوریه | ۱۵:۳۰ |
| هوفنهایم         | ۰ - ۶ | بایرن مونیخ         | راین نکر آرنا      | ۲۹ فوریه | ۱۵:۳۰ |
| ماینتس           | ۲ - ۰ | پادربورن            | اپل آرنا           | ۲۹ فوریه | ۱۵:۳۰ |
| آگسبورگ          | ۲ - ۳ | بروسیا مونشن‌گلادباخ | آگسبورگ آرنا       | ۲۹ فوریه | ۱۵:۳۰ |
| کلن              | ۳ - ۰ | شالکه               | راین انرژی         | ۲۹ فوریه | ۱۸:۳۰ |
| یونیون برلین     | ۲ - ۲ | وولفسبورگ           | آلتن فورستری       | ۱ مارس   | ۱۳:۳۰ |
| لایپزیگ          | ۱ - ۱ | بایر لورکوزن        | ردبول آرنا         | ۱ مارس   | ۱۵:۳۰ |
| وردر برمن        | ۰ - ۳ | آینتراخت فرانکفورت  | وزراشتادیون        | ۳ ژوئن   | ۲۰:۳۰ |

| پادربورن            | ۱ - ۲ | کلن                | بنتلر آرنا      | ۶ مارس | ۲۰:۳۰ |
| بایر لورکوزن        | ۴ - ۰ | آینتراخت فرانکفورت | بای‌آرنا         | ۷ مارس | ۱۵:۳۰ |
| وولفسبورگ           | ۰ - ۰ | لایپزیگ            | فولکس‌واگن آرنا  | ۷ مارس | ۱۵:۳۰ |
| هرتابرلین           | ۲ - ۲ | وردر برمن          | المپیک برلین    | ۷ مارس | ۱۵:۳۰ |
| فرایبورگ            | ۳ - ۱ | یونیون برلین       | شوارتزوالد      | ۷ مارس | ۱۵:۳۰ |
| شالکه               | ۱ - ۱ | هوفنهایم           | فلتینس آرنا     | ۷ مارس | ۱۵:۳۰ |
| بروسیا مونشن‌گلادباخ | ۱ - ۲ | دورتموند           | بروسیا دورتموند | ۷ مارس | ۱۸:۳۰ |
| بایرن مونیخ         | ۲ - ۰ | آگسبورگ            | آلیانتس آرنا    | ۸ مارس | ۱۵:۳۰ |
| ماینتس              | ۱ - ۱ | فورتونا دوسلدورف   | اپل آرنا        | ۸ مارس | ۱۸:۰۰ |

| فورتونا دوسلدورف   | ۰ - ۰                                                   | پادربورن            | مرکور اشپیل-آرنا   | ۱۶ مه | ۱۵:۳۰ |
| دورتموند           | ۴ - ۰                                                   | شالکه               | سیگنال ایدونا پارک | ۱۶ مه | ۱۵:۳۰ |
| لایپزیگ            | ۱ - ۱ بایگانی‌شده در ۲۷ ژانویه ۲۰۲۱ توسط Wayback Machine | فرایبورگ            | ردبول آرنا         | ۱۶ مه | ۱۵:۳۰ |
| آگسبورگ            | ۱ - ۲                                                   | وولفسبورگ           | آگسبورگ آرنا       | ۱۶ مه | ۱۵:۳۰ |
| هوفنهایم           | ۰ - ۳ بایگانی‌شده در ۲۹ ژوئن ۲۰۲۰ توسط Wayback Machine   | هرتابرلین           | راین نکر آرنا      | ۱۶ مه | ۱۵:۳۰ |
| آینتراخت فرانکفورت | ۱ - ۳ بایگانی‌شده در ۲۰۲۰-۱۰-۲۱ توسط Wayback Machine     | بروسیا مونشن‌گلادباخ | کومرتسبانک آرنا    | ۱۶ مه | ۱۸:۳۰ |
| کلن                | ۲ - ۲                                                   | ماینتس              | راین انرژی         | ۱۷ مه | ۱۵:۳۰ |
| یونیون برلین       | ۰ - ۲                                                   | بایرن مونیخ         | آلتن فورستری       | ۱۷ مه | ۱۸:۰۰ |
| وردر برمن          | ۱ - ۴                                                   | بایر لورکوزن        | وزراشتادیون        | ۱۸ مه | ۲۰:۳۰ |

| هرتابرلین           | ۴ - ۰                                                   | یونیون برلین       | المپیک برلین    | ۲۲ مه | ۲۰:۳۰ |
| فرایبورگ            | ۰ - ۱ بایگانی‌شده در ۲۵ ژوئن ۲۰۲۰ توسط Wayback Machine   | وردر برمن          | شوارتزوالد      | ۲۳ مه | ۱۵:۳۰ |
| پادربورن            | ۱ - ۱ بایگانی‌شده در ۲۶ نوامبر ۲۰۲۰ توسط Wayback Machine | هوفنهایم           | بنتلر آرنا      | ۲۳ مه | ۱۵:۳۰ |
| بروسیا مونشن‌گلادباخ | ۱ - ۳ بایگانی‌شده در ۲۶ ژانویه ۲۰۲۱ توسط Wayback Machine | بایر لورکوزن       | بروسیا دورتموند | ۲۳ مه | ۱۵:۳۰ |
| وولفسبورگ           | ۰ - ۲                                                   | دورتموند           | فولکس‌واگن آرنا  | ۲۳ مه | ۱۵:۳۰ |
| بایرن مونیخ         | ۵ - ۲                                                   | آینتراخت فرانکفورت | آلیانتس آرنا    | ۲۳ مه | ۱۸:۳۰ |
| شالکه               | ۰ - ۳                                                   | آگسبورگ            | فلتینس آرنا     | ۲۴ مه | ۱۳:۳۰ |
| ماینتس              | ۰ - ۵                                                   | لایپزیگ            | اپل آرنا        | ۲۴ مه | ۱۵:۳۰ |
| کلن                 | ۲ - ۲                                                   | فورتونا دوسلدورف   | راین انرژی      | ۲۴ مه | ۱۸:۰۰ |

| دورتموند           | ۰ - ۱                                                 | بایرن مونیخ         | سیگنال ایدونا پارک | ۲۶ مه | ۱۸:۳۰ |
| آینتراخت فرانکفورت | ۳ - ۳ بایگانی‌شده در ۲۰۲۰-۱۰-۰۸ توسط Wayback Machine   | فرایبورگ            | کومرتسبانک آرنا    | ۲۶ مه | ۲۰:۳۰ |
| وردر برمن          | ۰ - ۰ بایگانی‌شده در ۲۶ ژوئن ۲۰۲۰ توسط Wayback Machine | بروسیا مونشن‌گلادباخ | وزراشتادیون        | ۲۶ مه | ۲۰:۳۰ |
| بایر لورکوزن       | ۱ - ۴                                                 | وولفسبورگ           | بای‌آرنا            | ۲۶ مه | ۲۰:۳۰ |
| لایپزیگ            | ۲ - ۲                                                 | هرتابرلین           | ردبول آرنا         | ۲۷ مه | ۱۸:۳۰ |
| هوفنهایم           | ۳ - ۱                                                 | کلن                 | راین نکر آرنا      | ۲۷ مه | ۲۰:۳۰ |
| آگسبورگ            | ۰ - ۰                                                 | پادربورن            | آگسبورگ آرنا       | ۲۷ مه | ۲۰:۳۰ |
| یونیون برلین       | ۱ - ۱                                                 | ماینتس              | آلتن فورستری       | ۲۷ مه | ۲۰:۳۰ |
| فورتونا دوسلدورف   | ۲ - ۱                                                 | شالکه               | مرکور اشپیل-آرنا   | ۲۷ مه | ۲۰:۳۰ |

| فرایبورگ            | ۰ - ۱ بایگانی‌شده در ۲۰۲۰-۱۰-۲۱ توسط Wayback Machine     | بایر لورکوزن       | شوارتزوالد      | ۲۹ مه  | ۲۰:۳۰ |
| وولفسبورگ           | ۱ - ۲                                                   | آینتراخت فرانکفورت | فولکس‌واگن آرنا  | ۳۰ مه  | ۱۵:۳۰ |
| هرتابرلین           | ۲ - ۰                                                   | آگسبورگ            | المپیک برلین    | ۳۰ مه  | ۱۵:۳۰ |
| ماینتس              | ۰ - ۱ بایگانی‌شده در ۲۰۲۰-۱۰-۰۱ توسط Wayback Machine     | هوفنهایم           | اپل آرنا        | ۳۰ مه  | ۱۵:۳۰ |
| شالکه               | ۰ - ۱                                                   | وردر برمن          | فلتینس آرنا     | ۳۰ مه  | ۱۵:۳۰ |
| بایرن مونیخ         | ۵ - ۰                                                   | فورتونا دوسلدورف   | آلیانتس آرنا    | ۳۰ مه  | ۱۸:۳۰ |
| بروسیا مونشنگلادباخ | ۴ - ۱ بایگانی‌شده در ۲۶ ژانویه ۲۰۲۱ توسط Wayback Machine | یونیون برلین       | بروسیا دورتموند | ۳۱ مه  | ۱۵:۳۰ |
| پادربورن            | ۱ - ۶                                                   | دورتموند           | بنتلر آرنا      | ۳۱ مه  | ۱۸:۰۰ |
| کلن                 | ۲ - ۴                                                   | لایپزیگ            | راین انرژی      | ۱ ژوئن | ۲۰:۳۰ |

| فرایبورگ           | ۱ - ۰ بایگانی‌شده در ۸ ژوئن ۲۰۲۰ توسط Wayback Machine    | بروسیا مونشن‌گلادباخ | شوارتزوالد         | ۵ ژوئن | ۲۰:۳۰ |
| لایپزیگ            | ۱ - ۱                                                   | پادربورن            | ردبول آرنا         | ۶ ژوئن | ۱۵:۳۰ |
| بایر لورکوزن       | ۲ - ۴                                                   | بایرن مونیخ         | بای‌آرنا            | ۶ ژوئن | ۱۵:۳۰ |
| آینتراخت فرانکفورت | ۰ - ۲                                                   | ماینتس              | کومرتسبانک آرنا    | ۶ ژوئن | ۱۵:۳۰ |
| فورتونا دوسلدورف   | ۲ - ۲ بایگانی‌شده در ۸ سپتامبر ۲۰۲۰ توسط Wayback Machine | هوفنهایم            | مرکور اشپیل-آرنا   | ۶ ژوئن | ۱۵:۳۰ |
| دورتموند           | ۱ - ۰                                                   | هرتابرلین           | سیگنال ایدونا پارک | ۶ ژوئن | ۱۸:۳۰ |
| وردر برمن          | ۰ - ۱                                                   | وولفسبورگ           | وزراشتادیون        | ۷ ژوئن | ۱۳:۳۰ |
| یونیون برلین       | ۱ - ۱                                                   | شالکه               | آلتن فورستری       | ۷ ژوئن | ۱۵:۳۰ |
| آگسبورگ            | ۱ - ۱                                                   | کلن                 | آگسبورگ آرنا       | ۷ ژوئن | ۱۸:۰۰ |

| هوفنهایم         | ۰ - ۲ بایگانی‌شده در ۱ مارس ۲۰۲۱ توسط Wayback Machine     | لایپزیگ             | راین نکر آرنا    | ۱۲ ژوئن | ۲۰:۳۰ |
| وولفسبورگ        | ۲ - ۲ بایگانی‌شده در ۱۱ ژوئیه ۲۰۲۱ توسط Wayback Machine   | فرایبورگ            | فولکس‌واگن آرنا   | ۱۳ ژوئن | ۱۵:۳۰ |
| فورتونا دوسلدورف | ۰ - ۱                                                    | دورتموند            | مرکور اشپیل-آرنا | ۱۳ ژوئن | ۱۵:۳۰ |
| هرتابرلین        | ۱ - ۴                                                    | آینتراخت فرانکفورت  | المپیک برلین     | ۱۳ ژوئن | ۱۵:۳۰ |
| کلن              | ۱ - ۲                                                    | یونیون برلین        | راین انرژی       | ۱۳ ژوئن | ۱۵:۳۰ |
| پادربورن         | ۱ - ۵                                                    | وردر برمن           | بنتلر آرنا       | ۱۳ ژوئن | ۱۵:۳۰ |
| بایرن مونیخ      | ۲ - ۱ بایگانی‌شده در ۱۹ سپتامبر ۲۰۲۰ توسط Wayback Machine | بروسیا مونشن‌گلادباخ | آلیانتس آرنا     | ۱۳ ژوئن | ۱۸:۳۰ |
| ماینتس           | ۰ - ۱                                                    | آگسبورگ             | اپل آرنا         | ۱۴ ژوئن | ۱۵:۳۰ |
| شالکه            | ۱ - ۱                                                    | بایر لورکوزن        | فلتینس آرنا      | ۱۴ ژوئن | ۱۸:۰۰ |

| بروسیا مونشن‌گلادباخ | ۳ - ۰ بایگانی‌شده در ۲۰۲۰-۱۰-۳۱ توسط Wayback Machine   | وولفسبورگ        | بروسیا دورتموند    | ۱۶ ژوئن | ۱۸:۳۰ |
| وردر برمن           | ۰ - ۱                                                 | بایرن مونیخ (C)  | وزراشتادیون        | ۱۶ ژوئن | ۲۰:۳۰ |
| فرایبورگ            | ۲ - ۱ بایگانی‌شده در ۲۱ ژوئن ۲۰۲۰ توسط Wayback Machine | هرتابرلین        | شوارتزوالد         | ۱۶ ژوئن | ۲۰:۳۰ |
| یونیون برلین        | ۱ - ۰                                                 | پادربورن         | آلتن فورستری       | ۱۶ ژوئن | ۲۰:۳۰ |
| آینتراخت فرانکفورت  | ۲ - ۱                                                 | شالکه            | کومرتسبانک آرنا    | ۱۷ ژوئن | ۱۸:۳۰ |
| دورتموند            | ۰ - ۲                                                 | ماینتس           | سیگنال ایدونا پارک | ۱۷ ژوئن | ۲۰:۳۰ |
| لایپزیگ             | ۲ - ۲                                                 | فورتونا دوسلدورف | ردبول آرنا         | ۱۷ ژوئن | ۲۰:۳۰ |
| بایر لورکوزن        | ۳ - ۱                                                 | کلن              | بای‌آرنا            | ۱۷ ژوئن | ۲۰:۳۰ |
| آگسبورگ             | ۱ - ۳ بایگانی‌شده در ۲۱ ژوئن ۲۰۲۰ توسط Wayback Machine | هوفنهایم         | آگسبورگ آرنا       | ۱۷ ژوئن | ۲۰:۳۰ |

| بایرن مونیخ      | ۳ - ۱ بایگانی‌شده در ۲۸ فوریه ۲۰۲۱ توسط Wayback Machine  | فرایبورگ            | آلیانتس آرنا     | ۲۰ ژوئن | ۱۵:۳۰ |
| لایپزیگ          | ۰ - ۲                                                   | دورتموند            | ردبول آرنا       | ۲۰ ژوئن | ۱۵:۳۰ |
| هوفنهایم         | ۴ - ۰ بایگانی‌شده در ۳۰ نوامبر ۲۰۲۰ توسط Wayback Machine | یونیون برلین        | راین نکر آرنا    | ۲۰ ژوئن | ۱۵:۳۰ |
| فورتونا دوسلدورف | ۱ - ۱                                                   | آگسبورگ             | مرکور اشپیل-آرنا | ۲۰ ژوئن | ۱۵:۳۰ |
| هرتابرلین        | ۲ - ۰                                                   | بایر لورکوزن        | المپیک برلین     | ۲۰ ژوئن | ۱۵:۳۰ |
| ماینتس           | ۳ - ۱                                                   | وردر برمن           | اپل آرنا         | ۲۰ ژوئن | ۱۵:۳۰ |
| شالکه            | ۱ - ۴                                                   | وولفسبورگ           | فلتینس آرنا      | ۲۰ ژوئن | ۱۵:۳۰ |
| کلن              | ۱ - ۱                                                   | آینتراخت فرانکفورت  | راین انرژی       | ۲۰ ژوئن | ۱۵:۳۰ |
| پادربورن         | ۱ - ۳ بایگانی‌شده در ۱۴ ژوئن ۲۰۲۱ توسط Wayback Machine   | بروسیا مونشن‌گلادباخ | بنتلر آرنا       | ۲۰ ژوئن | ۱۵:۳۰ |

| دورتموند            | ۰ - ۴ بایگانی‌شده در ۲۰۲۰-۱۰-۲۲ توسط Wayback Machine      | هوفنهایم         | سیگنال ایدونا پارک | ۲۷ ژوئن | ۱۵:۳۰ |
| بایر لورکوزن        | ۱ - ۰                                                    | ماینتس           | بای‌آرنا            | ۲۷ ژوئن | ۱۵:۳۰ |
| بروسیا مونشن‌گلادباخ | ۲ - ۱ بایگانی‌شده در ۱۸ سپتامبر ۲۰۲۰ توسط Wayback Machine | هرتابرلین        | بروسیا دورتموند    | ۲۷ ژوئن | ۱۵:۳۰ |
| وولفسبورگ           | ۰ - ۴                                                    | بایرن مونیخ      | فولکس‌واگن آرنا     | ۲۷ ژوئن | ۱۵:۳۰ |
| آینتراخت فرانکفورت  | ۳ - ۲                                                    | پادربورن         | کومرتسبانک آرنا    | ۲۷ ژوئن | ۱۵:۳۰ |
| وردر برمن           | ۶ - ۱                                                    | کلن              | وزراشتادیون        | ۲۷ ژوئن | ۱۵:۳۰ |
| فرایبورگ            | ۴ - ۰ بایگانی‌شده در ۲۴ مارس ۲۰۲۱ توسط Wayback Machine    | شالکه            | شوارتزوالد         | ۲۷ ژوئن | ۱۵:۳۰ |
| آگسبورگ             | ۱ - ۲                                                    | لایپزیگ          | آگسبورگ آرنا       | ۲۷ ژوئن | ۱۵:۳۰ |
| یونیون برلین        | ۳ - ۰                                                    | فورتونا دوسلدورف | آلتن فورستری       | ۲۷ ژوئن | ۱۵:۳۰ |

## بازی‌های پلی‌آف

### نگاه کلی
| تیم ۱        | نتیجه نهایی    | تیم ۲            | بازی رفت | بازی برگشت |
| ------------ | -------------- | ---------------- | -------- | ---------- |
| وردربرمن (ب) | ۲–۲ (گ.ز.خ. ح) | هایدنهایم (ب .۲) | ۰–۰      | ۲–۲        |

### بازی‌ها
| وردربرمن | ۰–۰   | هایدنهایم |
| -------- | ----- | --------- |
|          | گزارش |           |

| هایدنهایم                 | ۲–۲   | وردربرمن                                    |
| ------------------------- | ----- | ------------------------------------------- |
| کلایندینست ۸۵'، ۹۰+۷' (پ) | گزارش | - تویرکاوف ۳' (گل‌به‌خودی) - آگوستینسون ۹۰+۴' |

## آمار فصل

### گل‌زنان برتر

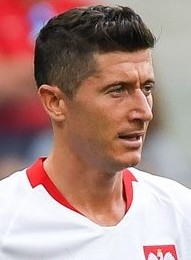

| رتبه | بازیکن            | باشگاه       | گل‌ها            | بازی | م.گ. |
| ---- | ----------------- | ------------ | --------------- | ---- | ---- |
| ۱    | روبرت لواندوفسکی  | بایرن‌مونیخ   | ۳۴[۴ گلزن برتر] | ۳۱   | ۱٫۱۰ |
| ۲    | تیمو ورنر         | لایپزیگ      | ۲۸              | ۳۴   | ۰٫۸  |
| ۳    | جیدون سانچو       | دورتموند     | ۱۷              | ۳۲   | ۰٫۵۳ |
| ۴    | واوت وخوشت        | وولفسبورگ    | ۱۶              | ۳۲   | ۰٫۵  |
| ۵    | روون هنینگز       | فورتونا      | ۱۵              | ۳۲   | ۰٫۴۷ |
| ۶    | جون کوردوبا       | کلن          | ۱۳              | ۲۹   | ۰٫۴۵ |
| ۶    | هالند             | دورتموند     | ۱۳              | ۱۵   | ۰٫۸۷ |
| ۶    | فلورین نایدرلیشنر | آگسبورگ      | ۱۳              | ۳۳   | ۰٫۳۹ |
| ۶    | روبین کوایسون     | ماینتس       | ۱۳              | ۳۲   | ۰٫۴۱ |
| ۱۰   | سباستین اندرسون   | یونیون برلین | ۱۲              | ۳۳   | ۰٫۳۶ |
| ۱۰   | سرژ گنابری        | بایرن‌مونیخ   | ۱۲              | ۳۱   | ۰٫۳۹ |
| ۱۰   | کای هافرتس        | بایر لورکوزن | ۱۲              | ۳۰   | ۰٫۴  |
| ۱۰   | آندری کراماریچ    | هوفنهایم     | ۱۲              | ۱۹   | ۰٫۶۳ |
| ۱۰   | آندره سیلوا       | آینتراخت     | ۱۲              | ۲۵   | ۰٫۴۸ |

### بهترین پاسورها

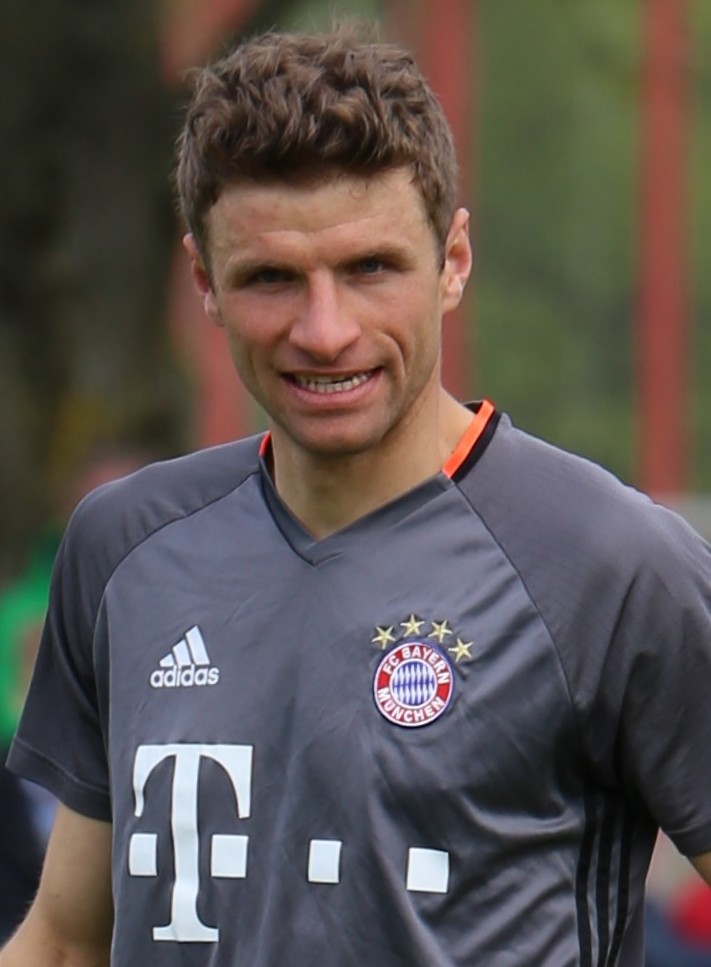

| رتبه | بازیکن            | باشگاه       | پاس           | بازی | م.پ. |
| ---- | ----------------- | ------------ | ------------- | ---- | ---- |
| ۱    | توماس مولر        | بایرن‌مونیخ   | ۲۱[رکورد پاس] | ۳۳   | ۰٫۶۴ |
| ۲    | جیدون سانچو       | دورتموند     | ۱۶            | ۳۲   | ۰٫۵  |
| ۳    | تورگان آزار       | دورتموند     | ۱۳            | ۳۳   | ۰٫۳۹ |
| ۳    | کریستوفر ان‌کونکو  | لایپزیگ      | ۱۳            | ۳۲   | ۰٫۴۱ |
| ۵    | فیلیپ کوستیچ      | آینتراخت     | ۱۱            | ۳۳   | ۰٫۳۳ |
| ۶    | سرژ گنابری        | بایرن مونیخ  | ۱۰            | ۳۱   | ۰٫۳۲ |
| ۶    | اشرف حکیمی        | دورتموند     | ۱۰            | ۳۳   | ۰٫۳  |
| ۶    | الحسن پلئا        | مونشن‌گلادباخ | ۱۰            | ۲۷   | ۰٫۳۷ |
| ۹    | مکسیمیلیان آرنولد | وولفسبورگ    | ۸             | ۳۳   | ۰٫۲۵ |
| ۹    | وینچنزو گریفو     | فرایبورگ     | ۸             | ۲۶   | ۰٫۳  |
| ۹    | کرستین گونتر      | فرایبورگ     | ۸             | ۳۴   | ۰٫۲۴ |
| ۹    | مارکوس تورام      | مونشن‌گلادباخ | ۸             | ۳۱   | ۰٫۲۶ |
| ۹    | کریستوفر تریمل    | یونیون برلین | ۸             | ۲۳   | ۰٫۲۵ |
| ۹    | تیمو ورنر         | لایپزیگ      | ۸             | ۳۴   | ۰٫۲۴ |

### هت-ریک‌ها
(راهنما: خ=خانه؛ م=مهمان)
| بازیکن           | گل‌ها              | باشگاه     | نتیجه   | مقابل        | هفته | تاریخ          |
| ---------------- | ----------------- | ---------- | ------- | ------------ | ---- | -------------- |
| روبرت لواندوفسکی | '۲۰ ، ۵۰'، ۷۵'    | بایرن‌مونیخ | ۳–۰ (م) | شالکه        | ۲    | ۲۴ اوت ۲۰۱۹    |
| تیمو ورنر        | ۳۶'، ۴۷'، ۹۰+۴'   | لایپزیگ    | ۳–۱ (م) | مونشن‌گلادباخ | ۳    | ۳۰ اوت ۲۰۱۹    |
| تیمو ورنر        | ۳۰'، ۴۸'، ۸۷'     | لایپزیگ    | ۸–۰ (خ) | ماینتس       | ۱۰   | ۲ نوامبر ۲۰۱۹  |
| روون هنینگز      | ۶۲'، ۷۴'، ۸۵'     | فورتونا    | ۳–۳ (م) | شالکه        | ۱۱   | ۹ نوامبر ۲۰۱۹  |
| فیلیپه کوتینیو   | ۴۵'، ۶۳'، ۷۸'     | بایرن‌مونیخ | ۶–۱ (خ) | وردربرمن     | ۱۵   | ۱۴ دسامبر ۲۰۱۹ |
| روبین کوایسون    | ۱۰'، ۱۹'، ۳۶'     | ماینتس     | ۵–۰ (م) | وردربرمن     | ۱۶   | ۱۷ دسامبر ۲۰۱۹ |
| هالند            | ۵۹'، ۷۰'، ۷۹'     | دورتموند   | ۵–۳ (م) | آگسبورگ      | ۱۸   | ۱۸ ژانویه ۲۰۲۰ |
| روبین کوایسون    | ۱۷'، ۸۲'، ۹۰+۴'   | ماینتس     | ۳–۱ (م) | هرتابرلین    | ۲۱   | ۸ فوریه ۲۰۲۰   |
| واوت وخوشت       | ۱۸'، ۵۲'، ۷۱'     | وولفسبورگ  | ۳–۲ (م) | هوفنهایم     | ۲۲   | ۱۵ فوریه ۲۰۲۰  |
| تیمو ورنر        | ۱۱'، ۴۸'، ۷۵'     | لایپزیگ    | ۵–۰ (م) | ماینتس       | ۲۷   | ۲۴ مه ۲۰۲۰     |
| جیدون سانچو      | ۵۷'، ۷۴'، ۹۰+۱'   | دورتموند   | ۶–۱ (م) | پادربورن     | ۲۹   | ۳۱ مه ۲۰۲۰     |
| آندری کراماریچ   | ۸'، ۳۰'، ۴۸'، ۵۰' | هوفنهایم   | ۴–۰ (م) | دورتموند     | ۳۴   | ۲۷ ژوئن ۲۰۲۰   |

### گل‌به‌خودی‌ها
| تاریخ      | بازیکن             | دقیقه       | میزبان             | نتیجه | مهمان           | گزارش  |
| ---------- | ------------------ | ----------- | ------------------ | ----- | --------------- | ------ |
| ۲۴/۰۸/۲۰۱۹ | لوئیس بیکر         | '۶ ، ۰ - ۱  | فورتونا دوسلدورف   | ۱ – ۳ | بایر ۰۴ لورکوزن | هفته ۲ |
| ۳۱/۰۸/۲۰۱۹ | نیکلاس اشتارک      | '۳۸ ، ۱ - ۰ | شالکه ۰۴           | ۳ – ۰ | هرتابرلین       | هفته ۳ |
| ۳۱/۰۸/۲۰۱۹ | کریم رکیک          | '۴۸ ، ۲ - ۰ | شالکه ۰۴           | ۳ – ۰ | هرتابرلین       | هفته ۳ |
| ۳۱/۰۸/۲۰۱۹ | رافائل زیشوس       | '۴۰ ، ۱ - ۰ | فرایبورگ           | ۱ – ۲ | کلن             | هفته ۳ |
| ۲۲/۰۹/۲۰۱۹ | توماس دلینی        | '۸۸ ، ۲ - ۲ | آینتراخت فرانکفورت | ۲ – ۲ | بروسیا دورتموند | هفته ۵ |
| ۲۸/۰۹/۲۰۱۹ | فلوریان نایدرلیشنر | '۳۴ ، ۰ - ۱ | آگسبورگ            | ۰ – ۳ | بایر ۰۴ لورکوزن | هفته ۶ |
| ۵/۱۰/۲۰۱۹  | مانوئل آکانجی      | '۸۹ ، ۲ - ۲ | فرایبورگ           | ۲ – ۲ | بروسیا دورتموند | هفته ۷ |
| ۲۶/۱۰/۲۰۱۹ | عمر توپراک         | '۴ ، ۱ - ۰  | بایر ۰۴ لورکوزن    | ۲ – ۲ | وردر برمن       | هفته ۹ |

| رتبه | بازیکن           | باشگاه     | تعداد شوت‌ها |
| ---- | ---------------- | ---------- | ----------- |
| ۱    | روبرت لواندوفسکی | بایرن‌مونیخ | ۱۴۰         |
| ۲    | تیمو ورنر        | لایپزیگ    | ۱۲۳         |
| ۳    | سرژ گنابری       | بایرن‌مونیخ | ۱۰۰         |
| ۴    | واوت وخوشت       | وولفسبورگ  | ۸۸          |
| ۵    | فیلیپ کوستیچ     | آینتراخت   | ۸۶          |

| رتبه | بازیکن             | باشگاه     | مسافت طی‌شده            |
| ---- | ------------------ | ---------- | ---------------------- |
| ۱    | یزوا کیمیش         | بایرن‌مونیخ | ۲۴۷ مایل (۳۹۸ کیلومتر) |
| ۲    | دیوی کلاسن         | وردربرمن   | ۲۳۹ مایل (۳۸۵ کیلومتر) |
| ۳    | الیاس صخیری        | کلن        | ۲۳۳ مایل (۳۷۵ کیلومتر) |
| ۴    | مکسیمیلیان اگشتاین | وردربرمن   | ۲۳۲ مایل (۳۷۳ کیلومتر) |
| ۵    | سباستین واسیلیادیس | پادربورن   | ۲۲۹ مایل (۳۶۸ کیلومتر) |

### سریع‌ترین بازیکنان

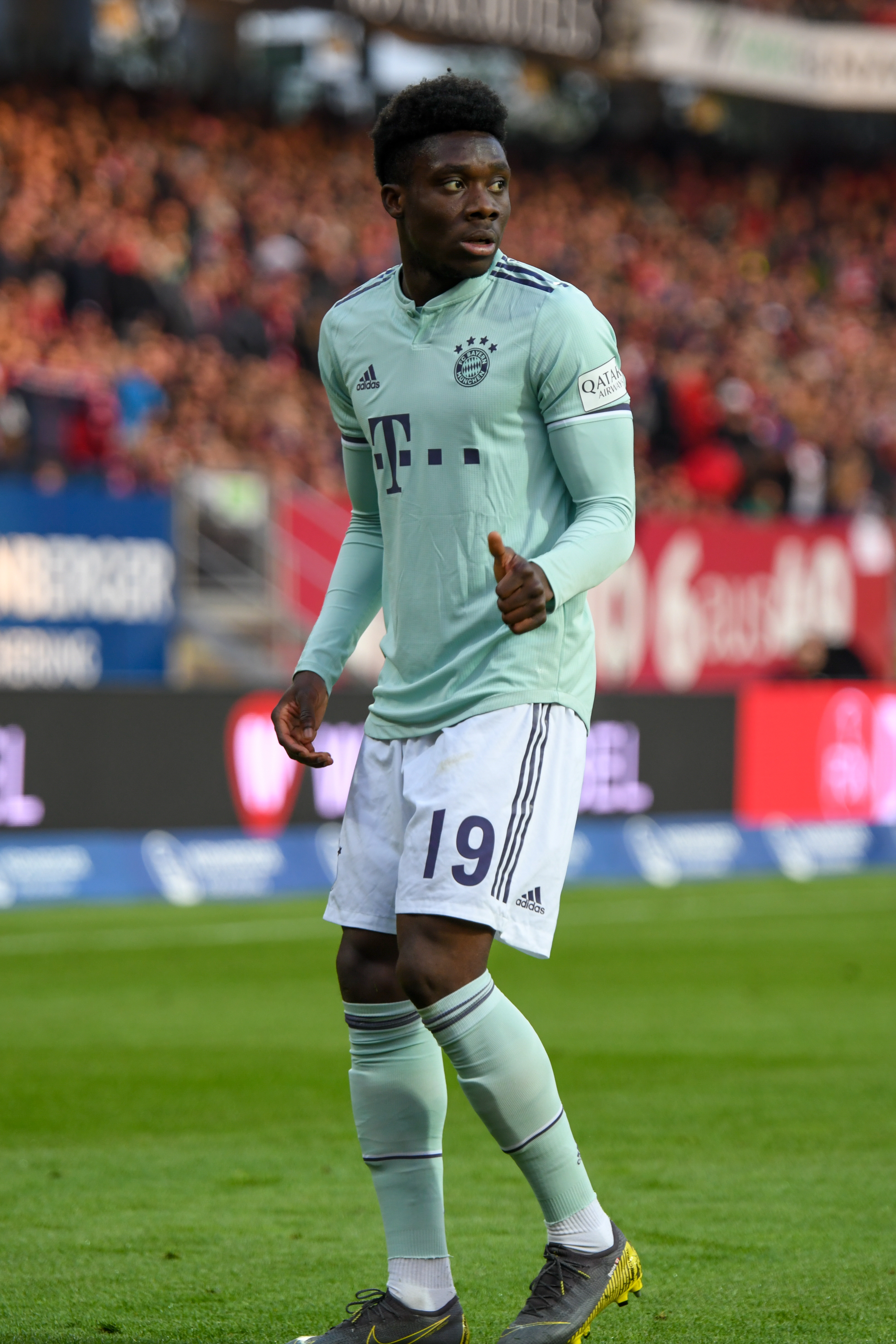

رکورد سرعت یک بازیکن در بوندس‌لیگا بارها در این فصل شکسته شد، اما به‌طور قابل توجهی، چهار از پنج رکورد سریع‌ترین بازیکن در این فصل، پس از شروع دوباره بازی‌ها بعد از تعویق لیگ به علت شیوع ویروس کرونا ثبت شد. رکورد سریعترین بازیکن در لیگ (از زمان جمع‌آوری داده‌ها در سال ۲۰۱۱/۱۲) توسط آلفونسو دیویز با سرعت ۲۲٫۶۹ مایل بر ساعت (۳۶٫۵۲ کیلومتر بر ساعت) به ثبت رسید.
| رتبه | بازیکن        | باشگاه       | سرعت                                                   |
| ---- | ------------- | ------------ | ------------------------------------------------------ |
| ۱    | آلفونسو دیویز | بایرن‌مونیخ   | ۲۲٫۶۹ مایل بر ساعت (۳۶٫۵۲ کیلومتر بر ساعت)[رکورد سرعت] |
| ۲    | اشرف حکیمی    | دورتموند     | ۲۲٫۶۷ مایل بر ساعت (۳۶٫۴۸ کیلومتر بر ساعت)             |
| ۳    | لئون بیلی     | بایر لورکوزن | ۲۲٫۵۹ مایل بر ساعت (۳۶٫۳۶ کیلومتر بر ساعت)             |
| ۴    | موسی دیابی    | بایر لورکوزن | ۲۲٫۳۹ مایل بر ساعت (۳۶٫۰۳ کیلومتر بر ساعت)             |
| ۵    | رابی ماتوندو  | شالکه        | ۲۲٫۳۵ مایل بر ساعت (۳۵٫۹۷ کیلومتر بر ساعت)             |

### دقیق‌ترین پاسکاری[۱۰۷]
| رتبه | بازیکن      | باشگاه          | پاس‌های صحیح/تعداد کل پاس‌ها | درصد صحت |
| ---- | ----------- | --------------- | -------------------------- | -------- |
| ۱    | اکسل ویتسل  | بروسیا دورتموند | ۱۶۳۶/۱۷۱۶                  | ۹۵٬۳۴٪   |
| ۲    | نیکو آلودی  | مونشن‌گلادباخ    | ۱۵۱۴/۱۵۹۴                  | ۹۴٬۹۸٪   |
| ۳    | سون بندر    | بایر لورکوزن    | ۲۲۶۱/۲۳۸۵                  | ۹۴٬۸۰٪   |
| ۴    | آندره هافمن | فورتونا         | ۱۱۴۳/۱۲۳۰                  | ۹۲٬۹۳٪   |
| ۵    | جاناتان تاه | بایر لورکوزن    | ۱۸۱۸/۱۹۶۲                  | ۹۲٬۶۶٪   |

| رتبه | بازیکن         | باشگاه       | کلین‌شیت |
| ---- | -------------- | ------------ | ------- |
| ۱    | مانوئل نویر    | بایرن‌مونیخ   | ۱۵      |
| ۲    | رومن بورکی     | دورتموند     | ۱۲      |
| ۳    | پیتر گولاچی    | لایپزیگ      | ۱۰      |
| ۳    | لوکاس هرادتسکی | بایر لورکوزن | ۱۰      |
| ۵    | رونه یارشتاین  | هرتابرلین    | ۹       |
| ۶    | رافائو گیکویچ  | یونیون برلین | ۸       |
| ۷    | اولیور بویمن   | هوفنهایم     | ۷       |
| ۷    | یان سومر       | مونشن‌گلادباخ | ۷       |
| ۹    | تیمو هان       | کلن          | ۶       |
| ۹    | الکساندر نوبل  | شالکه        | ۶       |

| رتبه | بازیکن          | باشگاه       | دفع توپ/توپ‌های دریافتی | درصد   |
| ---- | --------------- | ------------ | ---------------------- | ------ |
| ۱    | یان سومر        | مونشن‌گلادباخ | ۱۲۶/۱۶۶                | ۷۵٬۹۰٪ |
| ۲    | الکساندر اشوولو | فرایبورگ     | ۹۰/۱۲۲                 | ۷۳٬۷۷٪ |
| ۳    | مانوئل نویر     | بایرن‌مونیخ   | ۸۴/۱۱۵                 | ۷۳٬۰۴٪ |
| ۴    | پیتر گولاچی     | لایپزیگ      | ۹۲/۱۶۲                 | ۷۳٬۰۲٪ |
| ۵    | رونه یارشتاین   | هرتابرلین    | ۱۰۵/۱۵۱                | ۶۹٬۵۴٪ |

## جوایز

### جوایز ماهانه
| ماه     | بهترین بازیکن ماه | بهترین بازیکن ماه | بهترین بازیکن تازه‌کار ماه | بهترین بازیکن تازه‌کار ماه | بهترین گل ماه    | بهترین گل ماه   | منبع                    |
| ماه     | بازیکن            | باشگاه            | بازیکن                    | باشگاه                    | بازیکن           | باشگاه          | منبع                    |
| ------- | ----------------- | ----------------- | ------------------------- | ------------------------- | ---------------- | --------------- | ----------------------- |
| اوت     | روبرت لواندوفسکی  | بایرن مونیخ       | جانجو کنی                 | شالکه                     | روبرت لواندوفسکی | بایرن مونیخ     | [ ۱۱۱ ] [ ۱۱۲ ] [ ۱۱۳ ] |
| سپتامبر | امین حارث         | شالکه             | مارکوس تورام              | مونشن‌گلادباخ              | یافایرو دیلروسون | هرتابرلین       | [ ۱۱۱ ] [ ۱۱۲ ] [ ۱۱۳ ] |
| اکتبر   | سرژ گنابری        | بایرن مونیخ       | مارکوس تورام              | مونشن‌گلادباخ              | روبین کوایسون    | ماینتس          | [ ۱۱۱ ] [ ۱۱۲ ] [ ۱۱۳ ] |
| نوامبر  | تیمو ورنر         | لایپزیگ           | مارکوس تورام              | مونشن‌گلادباخ              | روبرت اسکوف      | هوفنهایم        | [ ۱۱۱ ] [ ۱۱۲ ] [ ۱۱۳ ] |
| دسامبر  | تیمو ورنر         | لایپزیگ           | اسماعیل یاکوبس            | کلن                       | فیلیپه کوتینیو   | بایرن مونیخ     | [ ۱۱۱ ] [ ۱۱۲ ] [ ۱۱۳ ] |
| ژانویه  | هالند             | دورتموند          | ارلینگ هالند              | دورتموند                  | فلورین نویهاوس   | مونشن‌گلادباخ    | [ ۱۱۱ ] [ ۱۱۲ ] [ ۱۱۳ ] |
| فوریه   | جیدون سانچو       | دورتموند          | ارلینگ هالند              | دورتموند                  | امره جان         | بروسیا دورتموند | [ ۱۱۱ ] [ ۱۱۲ ] [ ۱۱۳ ] |
| مارس    | ---               | ---               | ---                       | ---                       | تورگان آزار      | دورتموند        | [ ۱۱۱ ] [ ۱۱۲ ] [ ۱۱۳ ] |
| مه      | کای هافرتس        | بایر لورکوزن      | آلفونسو دیویز             | بایرن مونیخ               | یزوا کیمیش       | بایرن مونیخ     | [ ۱۱۱ ] [ ۱۱۲ ] [ ۱۱۳ ] |
| ژوئن    | ---               | ---               | ---                       | ---                       | آندره سیلوا      | آینتراخت        | [ ۱۱۱ ] [ ۱۱۲ ] [ ۱۱۳ ] |

### جوایز سال
| جایزه                     | برنده            | باشگاه          | منبع    |
| ------------------------- | ---------------- | --------------- | ------- |
| بهترین بازیکن فصل         | روبرت لواندوفسکی | بایرن مونیخ     | [ ۱۱۴ ] |
| بهترین بازیکن تازه‌کار فصل | آلفونسو دیویز    | بایرن مونیخ     | [ ۱۱۲ ] |
| بهترین گل فصل             | امره جان         | بروسیا دورتموند | [ ۱۱۵ ] |

## نقل و انتقالات

### گرانترین نقل و انتقالات تابستانی
| رتبه                                                                  | بازیکن       | باشگاه مقصد     | باشگاه مبدا         | قیمت (€)   |
| --------------------------------------------------------------------- | ------------ | --------------- | ------------------- | ---------- |
| ۱.                                                                    | لوکا ارناندز | بایرن مونیخ     | اتلتیکو مادرید      | ۸۰٫۰۰۰٫۰۰۰ |
| ۲.                                                                    | بنژامن پاوار | بایرن مونیخ     | اشتوتگارت           | ۳۵٫۰۰۰٫۰۰۰ |
| ۳.                                                                    | کریم دمیربای | بایر ۰۴ لورکوزن | هوفنهایم            | ۳۲٫۰۰۰٫۰۰۰ |
| ۴.                                                                    | متس هوملس    | بروسیا دورتموند | بایرن مونیخ         | ۳۰٫۵۰۰٫۰۰۰ |
| ۵.                                                                    | تورگان آزار  | بروسیا دورتموند | بروسیا مونشن‌گلادباخ | ۲۵٫۵۰۰٫۰۰۰ |
| ۶.                                                                    | نیکو شولتس   | بروسیا دورتموند | هوفنهایم            | ۲۵٫۵۰۰٫۰۰۰ |
| ۷.                                                                    | یولیان برانت | بروسیا دورتموند | بایرن مونیخ         | ۲۵٫۰۰۰٫۰۰۰ |
| منبع: بوندس لیگا .۱ - گرانترین نقل و انتقالات ۲۰۱۹/۲۰ در ترانسفرمارکت |              |                 |                     |            |

## ترکیب تیم قهرمان
در جدول زیر تعداد بازی‌ها و گل‌های هر بازیکن در پرانتز آمده‌است. (گل‌ها/بازی‌ها)
| ۱.                                                | باشگاه فوتبال بایرن‌مونیخ |
|                                                   | - دروازه‌بان‌ها: مانوئل نویر (۳۳/۰)؛ اسون اولریش (۱/۰) - مدافعان: بنژامن پاوار (۳۲/۴)؛ آلفونسو دیویز (۲۹/۳)؛ داوید آلابا (۲۸/۱)؛ ژروم بواتنگ (۲۴/-)؛ لوکا ارناندز (۱۹/۰)؛ نیکلاس زوله (۸/۰)؛ آلوارو اودریزولا (۳/۰)؛ کریس ریچاردز (۱/۰) - بازیکنان میانی: یزوا کیمیش (۳۳/۴)؛ توماس مولر (۳۳/۸)؛ سرژ گنابری (۳۱/۱۲)؛ کینگزلی کومان (۲۳/۴)؛ لئون گورتسکا (۲۴/۶)؛ تیاگو (۲۴/۳)؛ فیلیپه کوتینیو (۲۳/۸)؛ ایوان پریشیچ (۲۲/۴)؛ خاوی مارتینز (۱۶/۰)؛ کورنتا تولیسو (۱۳/۱)؛ میکائیل کویزانس (۹/۱)؛ سارپریت سینگ (۲/۰)؛ جمال موزیالا (۱/۰) - مهاجمان: روبرت لواندوفسکی (۳۱/۳۴)؛ جاشوا زیرکزی (۹/۴)؛ لیون دایاکو (۲/۰)؛ الیور باتیستا میر (۱/۰)؛ کواسی اوکیر ورایت (۱/۰) - سرمربی: هانسی فلیک (از بازی ۱۱)؛ نیکو کواچ (تا بازی ۱۰) |
| - رناتو سانچز (۱/۰) در طول فصل باشگاه را ترک کرد. | |

## سایر اطلاعات

### عمومی
- از آنجا که هامبورگ پس از کسب مقام چهارم در بوندسلیگا .۲ ۲۰۱۸/۱۹ از صعود مجدد به بوندسلیگا بازماند، در این فصل وردربرمن با تنها یک فصل از دست رفته به باشگاهی با بیشترین حضور در بوندسلیگا تبدیل شد و بیشترین بازی را در بوندسلیگا در میان شرکت کنندگان قبلی داشت.
- پادربورن دو صعود مستقیم و پشت سر هم به دسته‌های بالاتر فوتبال آلمان داشت: به بوندسلیگا .۲ در سال ۲۰۱۸ پس از نایب قهرمانی در لیگا ۳ ۲۰۱۷/۱۸ و به بوندسلیگا در سال ۲۰۱۹ با نایب قهرمانی در بوندسلیگا .۲ ۲۰۱۸/۱۹، که این دو، پس از دو بار سقوط متوالی آنها به لیگ دسته دوم و سوم در سال‌های ۲۰۱۵ و ۲۰۱۶ اتفاق افتاد. بازگشت آنها پس از پنج سال به بوندسلیگا تنها یک سال دوام داشت و در پایان فصل بار دیگر به بوندسلیگا ۲ سقوط کردند.
- حضور یونیون برلین همراه با چندین ویژگی خاص بود:
  - یونیون برلین اولین فصل خود در بوندسلیگا را به عنوان ۵۶امین تیم فوتبال در این لیگ به پایان رساند.
  - یونیون برلین اولین تیم پس از انرژی کوتبوس است که با سابقه حضور در دسته GDR Oberliga در بوندسلیگا فعال بود.[ل]
  - رقابت‌های این تیم با هرتابرلین اولین دربی‌های درون‌شهری بوندسلیگا از فصل ۲۰۱۰/۱۱ بود، زمانی که هامبورگ و سن پائولی در دربی شهر هامبورگ به مصاف یکدیگر رفتند. تا آن زمان، یک دربی شهر برلین در بوندسلیگا بین هرتابرلین و تنیس بروسیا برلین در فصل ۱۹۷۶/۷۷ برگزار شده بود. با این حال، در آن زمان به دلیل تقسیم برلین هر دو تیم از قسمت غربی شهر بودند. از این رو دربی‌های بین هرتا و یونیون در فصل ۲۰۱۹/۲۰ اولین دربی‌ برگزار شده در برلین متحد بود که هرتابرلین شکست ۱–۰ در بازی رفت را با پیروزی ۴–۰ در بازی برگشت پاسخ داد.
- در هفته دوم، استفن بائومگارت، سرمربی پادربورن اولین مقام باشگاهی در بوندسلیگا بود که پس از وضع قوانین جدید کارت زرد دریافت کرد،[۱۱۷] و در سوی دیگر ساندرو شوارتس، سرمربی ماینتس اولین کارت زرد-قرمز لیگ را دریافت کرد و از بازی اخراج شد که در نتیجه آن از حضور در بازی بعدی محروم شد.[۱۱۸]
- برای اولین بار از فصل ۱۹۹۹/۲۰۰۰، هیچ کدام از سرمربیان تا هفته دهم برکنار نشدند.[۱۱۹] پس از دهمین هفته، بایرن که هرگز در این کار پیشقدم نبود، سرمربی خود نیکو کواچ را اخراج کرد.
- در پایان هفته ۱۳ام، همه تیم‌ها حداقل یک گل به ثمر رساندند که آخرین بار این اتفاق در هفته سوم از فصل ۲۰۱۸/۱۹ رخ داد.
- برای اولین بار پس از فصل ۲۰۱۰/۱۱، ماینتس و بروسیا مونشن گلادباخ، دو تیمی بودند که غیر از بایرن مونیخ یا بروسیا دورتموند، بیش از سه هفته صدرنشین جدول بودند.
- برای اولین بار از فصل ۲۰۰۹/۱۰، تیمی غیر از بایرن مونیخ یا بروسیا دورتموند قهرمان نیم فصل شد. لایپزیگ با صدرنشینی در پایان نیم فصل، اولین قهرمانی نیم فصل بوندسلیگا را در تاریخ خود ثبت کرد.
- ورزشگاه وولفسبورگ، فولکسواگن آرنا تنها ورزشگاه بوندسلیگا بود که در طول کل فصل حداقل برای یک بار پر نشد.
- از هفته ۱۸ام تا بیستم مسابقات، بروسیا دورتموند در سه بازی پیاپی ۵ گل به ثمر رساند؛ پیروزی ۵–۳ در آگسبورگ، ۵ بر ۱ مقابل کلن و ۵–۰ در برابر یونیون برلین. پیش از این هانوفر در فصل ۱۹۶۵/۶۶، کایزرسلاترن در فصل ۱۹۸۳/۸۴ و مونیخ در فصل گذشته موفق به کسب چنین موفقیتی شده بودند.
- بازی بروسیا مونشن گلادباخ و کلن در هفته ۲۱ام به دلیل طوفان سابین لغو شد، که اولین تعویق در بازی‌های لیگ برتر آلمان از زمان بازی کلن و ماینتس در نیمه اول فصل ۲۰۱۱/۱۲ بود. این بازی که در ۱۱ مارس از سرگرفته شد و با نتیجه ۲–۱ به سود مونشنگلادباخ پایان یافت همچنین اولین بازی بدون تماشاگر در تاریخ بوندسلیگا بود.[۱۲۰]
- در ربع ساعت آخر بازی هوفنهایم و بایرن در هفته ۲۴ام لیگ، در حالی که بازی ۶–۰ به سود بایرن در جریان بود، نمایش چندین بنر از سوی طرفداران بایرن علیه دیتمار هوپ، مالک هوفنهایم سبب شد تا بازیکنان این تیم از ادامه بازی امتناع کنند و بازی برای دقایقی توسط داور اصلی کریستین دینگرت قطع شد. با ادامه بازی در دقیقه ۷۸، بازیکنان هر دو تیم برای دقایقی فقط توپ را به یکدیگر پاس می‌دادند.[۱۲۱][۱۲۲]
- پس از تصویب قانون موقتی پنج تعویض در هر بازی برای کاهش فشار بر روی بازیکنان، پادربورن به اولین باشگاه در تاریخ بوندسلیگا تبدیل شد که تعویض چهارم را در یک بازی انجام می‌داد، و در سوی دیگر شالکه، اولین باشگاهی بود که تعویض پنجم خود را نیز انجام داد.
- فلوریان ویرتس از بایر لورکوزن نخستین بازیکن متولد ۲۰۰۳ بود که در لیگ برتر فوتبال آلمان بازی کرد. او با اولین گل خود جایگزین نوری شاهین (بازیکن سابق بروسیا دورتموند) به عنوان جوانترین گلزن بوندسلیگا شد.
- ماکوتو هاسبه از اینتراخت فرانکفورت با ۳۰۹امین حضور خود در ۶ ژوئن ۲۰۲۰ در برابر ماینتس، رکورددار بیشترین حضور در بوندسلیگا به عنوان یک بازیکن آسیایی شد.[۱۲۳]
- پس از سال ۱۹۷۲، بایرن مونیخ توانست برای بار دوم رکورد ۱۰۰ گل زده را ثبت کند. تاکنون هیچ باشگاهی در بوندسلیگا جز بایرن نتوانسته‌است به مرز ۱۰۰ گل برسد یا از آن عبور کند.

### رکوردها
- در هفته ششم از مسابقات هشت پیروزی خارج از خانه به دست آمد که در تاریخ بوندسلیگا بی‌سابقه بود و تنها دورتموند بود که در خانه خود به عنوان تیم میزبان ۲–۲ برابر وردربرمن متوقف شد.[۱۲۴] کسب تنها یک امتیاز توسط تیم‌های میزبان در طول یک هفته نیز رکورد جدیدی بود.
- لایپزیگ در فاصله هفته‌های دهم تا هجدهم در تمام بازی‌ها حداقل سه بار گلزنی کرد و در این زمینه رکورد جدیدی در بوندسلیگا ثبت کرد.
- توماس مولر از بایرن مونیخ با بیست و یکمین پاس گل خود در هفته ۳۴ام لیگ از کوین دی بروینه (بازیکن سابق وولفسبورگ) رکورددار قبلی پیشی گرفت.
- کلاوس گجاسولا از پادربورن با هفدهمین کارت زردی که در هفته ۳۱ام بازی‌ها گرفت به تنهایی رکورددار دریافت بیشترین کارت زرد در طول یک فصل شد.
- تیمو ورنر از لایپزیگ با ۱۷ گل زده در بازی‌های خارج از خانه، رکوردی برابر با یوپ هاینکس در فصل ۱۹۷۳/۷۴ ثبت کرد.

### پرگلترین‌های فصل
- برد ۸–۰ لایپزیگ در مقابل ماینتس در هفته ۱۰ام بهترین پیروزی فصل بود.
- پرگلترین بازی‌ها هشت گل داشت:
  - پیروزی ۸–۰ لایپزیگ در مقابل ماینتس در هفته دهم مسابقات
  - پیروزی ۵–۳ بروسیا دورتموند برابر آگسبورگ در هفته ۱۸ام
- پرگلترین تساوی‌ها، شش گل داشت:
  - تساوی ۳–۳ شالکه برابر فورتونا دوسلدورف در هفته یازدهم
  - تساوی ۳–۳ دورتموند برابر پادربورن در هفته ۱۲
  - تساوی ۳–۳ دورتموند برابر لایپزیگ در هفته ۱۶
  - تساوی ۳–۳ فورتونا دوسلدورف برابر هرتابرلین در هفته ۲۴
  - تساوی ۳–۳ اینتراخت برابر فرایبورگ در هفته ۲۸
- هفته دهم از رقابت‌های لیگ پرگلترین با ۳۵ گل بود.
- آندری کراماریچ از هوفنهایم زننده تمامی گل‌ها در پیروزی ۴–۰ خارج از خانه مقابل بروسیا دورتموند در هفته ۳۴ام بود، که بیشترین گلزنی یک بازیکن در یک بازی بود.

## یادداشت
1. ↑  همه ۸۳ مسابقه‌ای که بعد از ۸ مارس ۲۰۲۰ برگزار شده‌است، پشت درهای بسته و بدون تماشاگر بود.
2. ↑  قبل از بازی‌های برگزار شده بدون تماشاچی به علت شیوع ویروس کرونا، میانگین حضور تماشاگران در لیگ ۴۰٬۸۶۵ در ۲۲۳ مسابقه بود.
3. ↑  فروش کامل بلیط‌های یک بازی.
4. 1 2 3 4 5 6 7 8  از جمله ۴ بازی بدون تماشاگر.
5. 1 2 3 4 5 6 7 8  از جمله ۵ بازی بدون تماشاگر.
6. ↑  با وجود ظرفیت ۶۲٬۲۷۱ نفری ورزشگاه فلتینس، به دلیل مسائل ایمنی، ۶۱٬۸۸۳ تماشاگر در بازی خانگی برابر کلن و در بازی خانگی مقابل دورتموند ۶۱٬۸۷۳ تماشاگر حاضر بودند.
7. 1 2  از جمله ۶ بازی بدون تماشاگر.
8. ↑  در دو بازی خانگی برابر بروسیا دورتموند و بایرن مونیخ، ۷۴٬۶۶۷ تماشاگر در ورزشگاه المپیک برلین حضور داشتند.
9. ↑  به دلیل مسائل ایمنی، ۴۹٬۱۰۰ تماشاگر در بازی خانگی مقابل وولفسبورگ حضور داشتند.
10. ↑  به دلیل مسائل ایمنی، ۵۱٬۱۵۵ تماشاگر در بازی خانگی برابر کلن، ۵۳٬۰۰۰ در بازی خانگی برابر بایرن مونیخ و ۵۱٬۰۰۰ تماشاگر در بازی خانگی برابر مونشنگلادباخ حضور داشتند.
11. ↑  به دلیل مسائل ایمنی، در بازی‌های خانگی مقابل بروسیا دورتموند و بایرن مونیخ ۳۳٬۳۰۵ تماشاگر در اپل آرنا حضور داشتند.
12. ↑  در بازی خانگی یونیون برلین برابر لایپزیگ، با تکمیل ظرفیت، ۲۲٬۰۱۲ تماشاگر در ورزشگاه حضور داشتند. هواداران در این بازی پوسترهایی از ۴۵۵ هوادار فوت شده باشگاه را در دست داشتند که لیگ فوتبال آلمان این تعداد را به طور رسمی جزئی از تماشاگران بازی به حساب آورد[۵۷] و در محاسبه میانگین تماشاگران در نظر گرفته شدند.[۵۸]
13. ↑  در ابتدا فلیک به عنوان سرمربی موقت منصوب شد، اما این جایگزینی در ۲۲ دسامبر ۲۰۱۹ دائمی شد.
14. 1 2  داور دسته دوم مارتین تامسون در هفته دهم بازی‌ها و از دقیقه ۳۲ به دلیل مصدومیت توبیاس ولز که تا آن لحظه کارتی نشان نداده بود، مدیریت بازی بروسیا دورتموند برابر وولفسبورگ را برعهده گرفت. چهار کارت زرد ارائه شده در این بازی به تامسون نسبت داده می‌شود.
15. 1 2  از آنجا که بایرن مونیخ به عنوان قهرمان جام حذفی، پس از قهرمانی در لیگ سهمیه لیگ قهرمانان اروپا را کسب کرده بود، سهمیه حضور در مرحله گروهی لیگ اروپا به تیم ششم رسید، و سهمیه رقابت در دور دوم مقدماتی لیگ اروپا به تیم هفتم جدول داده شد.
16. ↑  این مسابقه در ابتدا قرار بود در تاریخ ۹ فوریه سال ۲۰۲۰ در ساعت ۳:۳۰ بعد از ظهر برگزار شود، اما به دلیل وضعیت جوی نامناسب در شهر مونشن‌گلادباخ به تعویق افتاد. پس از آن، این بازی برای ۱۱ مارس ۲۰۲۰ در ساعت ۶:۳۰ بعد از ظهر برنامه‌ریزی شد.
17. ↑  این مسابقه ابتدا برای تاریخ ۱ مارس سال ۲۰۲۰ در ساعت ۱۸:۰۰ برنامه ریزی شده بود، اما به دلیل شرکت آینتراخت فرانکفورت در لیگ اروپا ۲۰–۲۰۱۹ مقابل رد بول زالتسبورگ در بازی برگشت مرحله یک هشتم به تعویق افتاد. بازی آنها در لیگ اروپا نیز در ابتدا برای ۲۷ فوریه ۲۰۲۰ و در ساعت ۲۱:۰۰ (زمان اروپای مرکزی) برنامه ریزی شده بود، اما به دلیل شرایط نامناسب آب و هوایی، در ۲۸ فوریه و در ساعت ۱۸:۰۰ برگزار شد. بازی معوقه آنها در لیگ نیز برای ۳ ژوئن ۲۰۲۰ در ساعت ۸:۳۰ بعد از ظهر برنامه ریزی شد.[۱۰۳]
18. 1 2 3  پس از جلسه یک فوق‌العاده در ۱۳ مارس ۲۰۲۰، لیگ فوتبال آلمان تصمیم گرفت تا هفته ۲۶ام از بوندس لیگا و بوندس لیگا .۲ را به طور کامل به تعویق بیندازد. دلیل این امر، مانند بسیاری از لیگ‌های دیگر در اروپا، شیوع کووید-۱۹ در آلمان بود. جدول زمانی این هفته، که در ابتدا برای بازه زمانی ۱۳ تا ۱۸ مارس سال ۲۰۲۰ برنامه ریزی شده بود،[۱۰۴] به تاریخ ۱۶ تا ۱۸ مه ۲۰۲۰ منتقل شد.[۱۰۵]
19. 1 2 3  پس از جلسه یک فوق‌العاده در ۱۳ مارس ۲۰۲۰، لیگ فوتبال آلمان تصمیم گرفت تا هفته ۲۷ام از بوندس لیگا را به طور کامل به تعویق بیندازد. دلیل این امر، مانند بسیاری از لیگ‌های دیگر در اروپا، شیوع کووید-۱۹ در آلمان بود. جدول زمانی این هفته، که در ابتدا برای بازه زمانی ۲۰ تا ۲۲ مارس سال ۲۰۲۰ برنامه ریزی شده بود، به تاریخ ۲۲ تا ۲۴ مه ۲۰۲۰ منتقل شد.
20. 1 2  پس از جلسه یک فوق‌العاده در ۱۳ مارس ۲۰۲۰، لیگ فوتبال آلمان تصمیم گرفت تا هفته ۲۸ام از بوندس لیگا را به طور کامل به تعویق بیندازد. دلیل این امر، مانند بسیاری از لیگ‌های دیگر در اروپا، شیوع کووید-۱۹ در آلمان بود. جدول زمانی این هفته، که در ابتدا برای بازه زمانی ۳ تا ۵ آوریل سال ۲۰۲۰ برنامه ریزی شده بود، به فاصله ۲۶ تا ۲۷ مه ۲۰۲۰ منتقل شد.
21. 1 2 3 4  پس از جلسه یک فوق‌العاده در ۱۳ مارس ۲۰۲۰، لیگ فوتبال آلمان تصمیم گرفت تا هفته ۲۹ام از بوندس لیگا را به طور کامل به تعویق بیندازد. دلیل این امر، مانند بسیاری از لیگ‌های دیگر در اروپا، شیوع کووید-۱۹ در آلمان بود. جدول زمانی این هفته، که در ابتدا برای بازه زمانی ۱۰ تا ۱۲ آوریل سال ۲۰۲۰ برنامه ریزی شده بود، به ۲۹ مه و ۱ ژوئن ۲۰۲۰ منتقل شد.
22. 1 2 3  پس از جلسه یک فوق‌العاده در ۱۳ مارس ۲۰۲۰، لیگ فوتبال آلمان تصمیم گرفت تا هفته ۳۰ام از بوندس لیگا را به طور کامل به تعویق بیندازد. دلیل این امر، مانند بسیاری از لیگ‌های دیگر در اروپا، شیوع کووید-۱۹ در آلمان بود. جدول زمانی این هفته، که در ابتدا برای بازه زمانی ۱۷ تا ۱۹ آوریل ۲۰۲۰ برنامه ریزی شده بود، به تاریخ ۵ تا ۷ ژوئن ۲۰۲۰ منتقل شد.[۱۰۳]
23. 1 2 3  پس از جلسه یک فوق‌العاده در ۱۳ مارس ۲۰۲۰، لیگ فوتبال آلمان تصمیم گرفت تا هفته ۳۱ام از بوندس لیگا را به طور کامل به تعویق بیندازد. دلیل این امر، مانند بسیاری از لیگ‌های دیگر در اروپا، شیوع کووید-۱۹ در آلمان بود. جدول زمانی این هفته، که در ابتدا برای بازه زمانی ۲۴ تا ۲۶ آوریل ۲۰۲۰ برنامه ریزی شده بود، به فاصله ۱۲ و ۱۴ ژوئن ۲۰۲۰ منتقل شد.[۱۰۳]
24. 1 2  پس از جلسه یک فوق‌العاده در ۱۳ مارس ۲۰۲۰، لیگ فوتبال آلمان تصمیم گرفت تا هفته ۳۲ام از بوندس لیگا را به طور کامل به تعویق بیندازد. دلیل این امر، مانند بسیاری از لیگ‌های دیگر در اروپا، شیوع کووید-۱۹ در آلمان بود. جدول زمانی این هفته، که در ابتدا برای بازه زمانی ۱ تا ۳ مه ۲۰۲۰ برنامه ریزی شده بود، برای ۱۶ و ۱۷ ژوئن ۲۰۲۰ تنظیم شد.[۱۰۳]
25. ↑  پس از جلسه یک فوق‌العاده در ۱۳ مارس ۲۰۲۰، لیگ فوتبال آلمان تصمیم گرفت تا هفته ۳۳ام از بوندس لیگا را به طور کامل به تعویق بیندازد. دلیل این امر، مانند بسیاری از لیگ‌های دیگر در اروپا، شیوع کووید-۱۹ در آلمان بود. جدول زمانی این هفته، که در ابتدا برای ۹ مه ۲۰۲۰ برنامه ریزی شده بود، برای ۲۰ ژوئن ۲۰۲۰ تنظیم شد.[۱۰۳]
26. ↑  پس از جلسه یک فوق‌العاده در ۱۳ مارس ۲۰۲۰، لیگ فوتبال آلمان تصمیم گرفت تا هفته ۳۴ام از بوندس لیگا را به طور کامل به تعویق بیندازد. دلیل این امر، مانند بسیاری از لیگ‌های دیگر در اروپا، شیوع کووید-۱۹ در آلمان بود. جدول زمانی این هفته، که در ابتدا برای ۱۶ مه ۲۰۲۰ برنامه ریزی شده بود، برای ۲۷ ژوئن ۲۰۲۰ تنظیم شد.[۱۰۳]
27. ↑  انرژی کوتبوس که در حال حاضر در دسته Fußball-Regionalliga Nordost فعال است، آخرین بار در بوندسلیگا ۲۰۰۸/۰۹ حاضر بود که با قرار گرفتن در جایگاه شانزدهم راهی بازی‌های پلی‌آف شد و با شکست برابر نورنبرگ به بوندسلیگا .۲ سقوط کرد.